# 鐵路便當

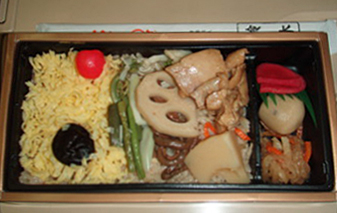
日本松山車站鐵路便當

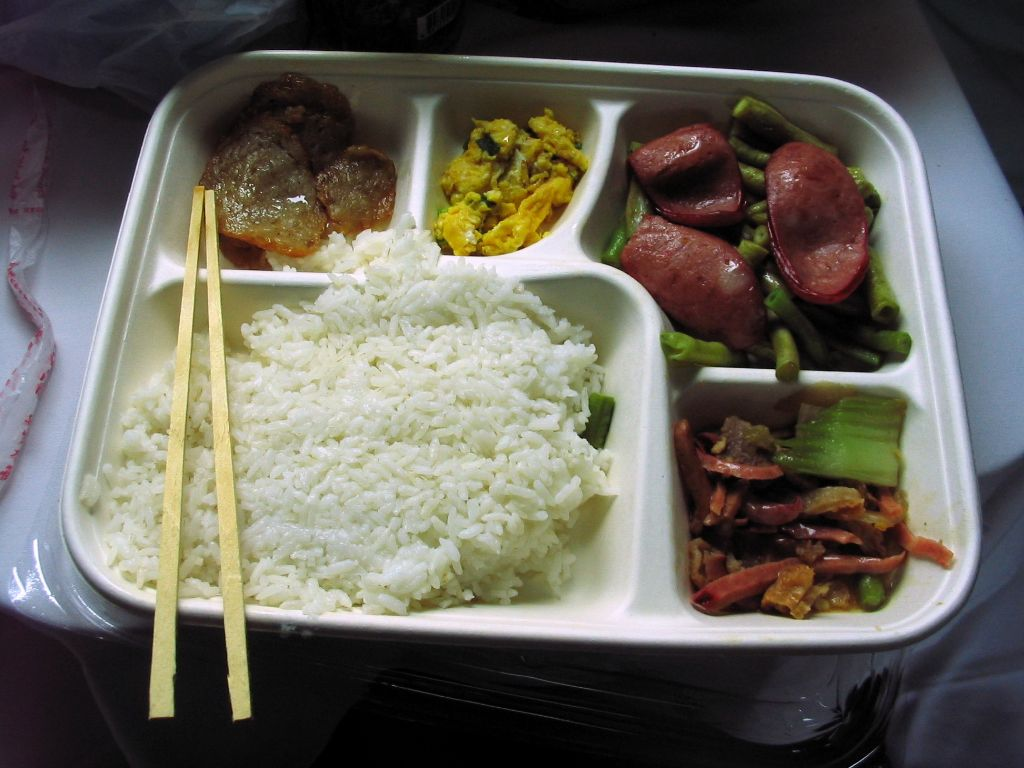
中國普速火車車廂內售賣的盒饭

鐵路便當，為鐵路車站或列車車廂內所販售的便當，最先由日本人发明，在日本稱之为「驛便」（日语： ekiben），并塑造出了一些相应文化。不同車站與行駛在特定地區的列車，經常會販售融入當地特有食材的鐵路便當。

## 起源
乘搭火車時，會長時間被逗留在列車上，乘客會依乘車時間有時會就需要用餐，因此出現了在車站或車廂販售便當的型態。日本最早的鐵路便當於東京上野站至櫔木縣宇都宮站1885年7月16日全線通車後出現宇都宮車站，由白木屋旅館出售，售價5錢，便當只有撒上芝麻的飯糰和蘿蔔乾、酸梅，用竹葉包裹。
另一種説法是1877已經有紀錄於大阪站和神户站有小販將便當翹在胸前在月台叫賣。

## 日本
日本的駅弁通常專指於火車站售賣的便當，可能會依季節變動駅弁的內容，根據銷售策略更換名稱和包裝。早期的駅弁容器以薄木片(經木)為主，後以紙和塑膠為主，陶、木、竹等亦為主流物料。駅弁通常為冷食，第1款熱食駅弁於1988年3月新神戶站出售。

### 北海道
- 點召海鮮便當（旭川站）
- 烏賊飯便當（森站）
- 石狩鮭魚便當（札幌站）

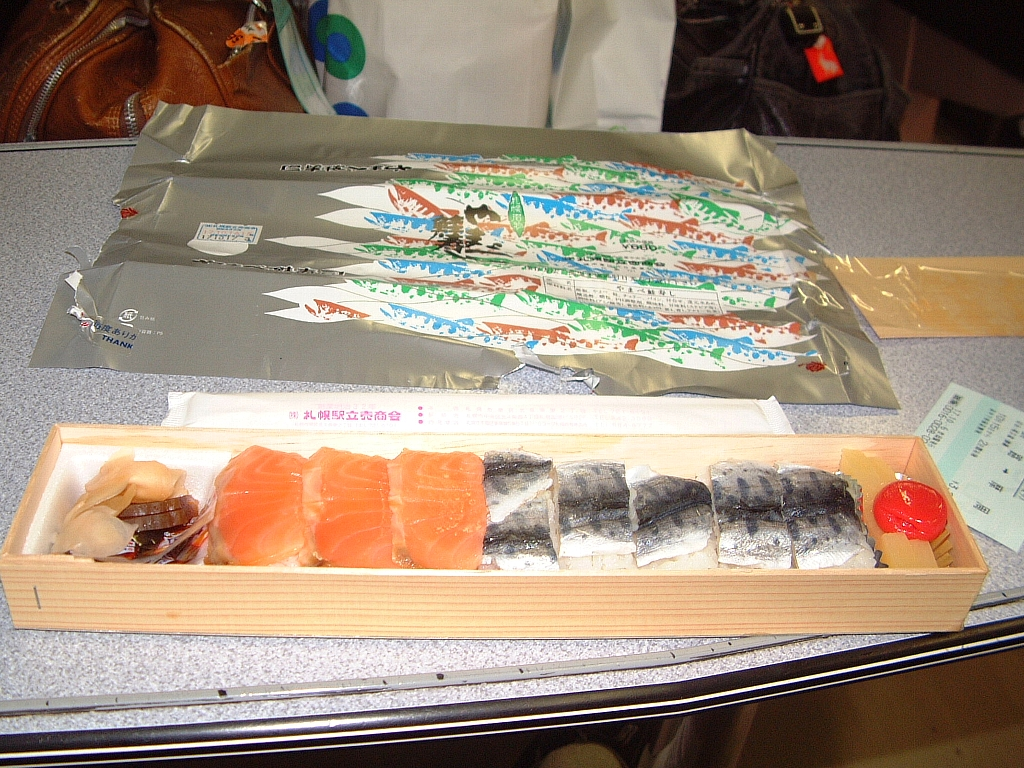
札幌站
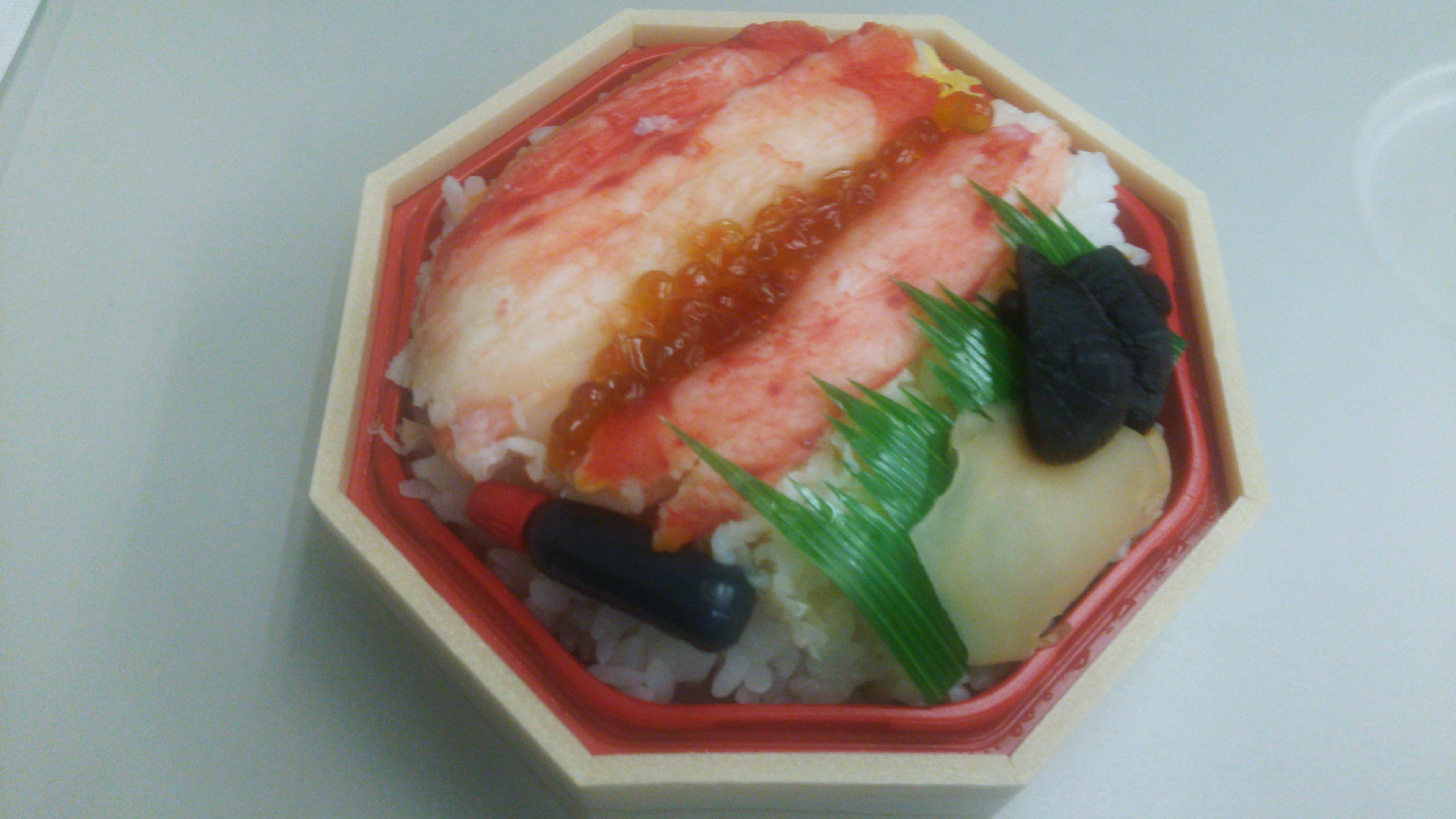
釧路站
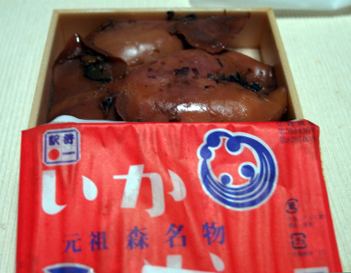
函館站
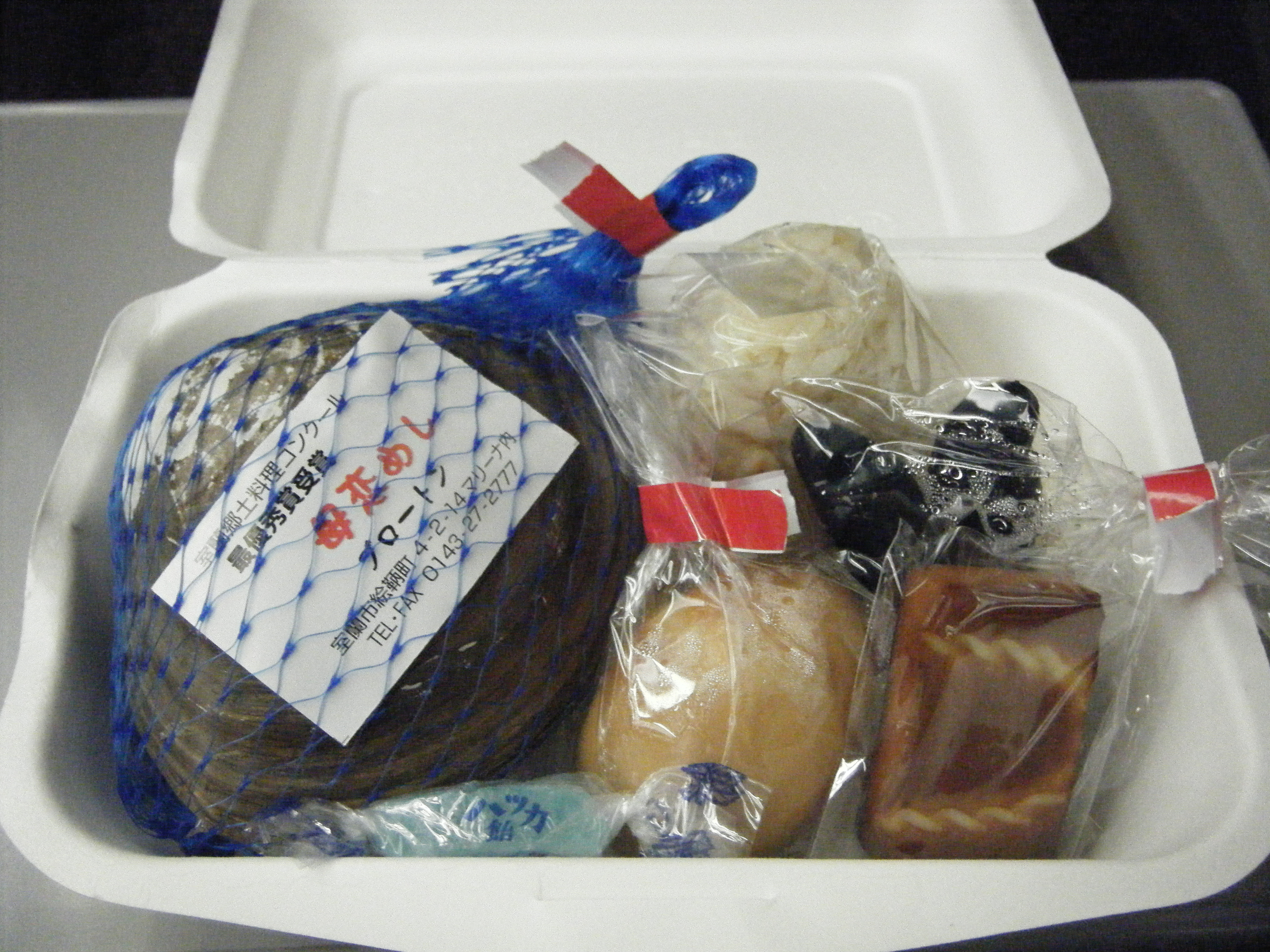
母恋站
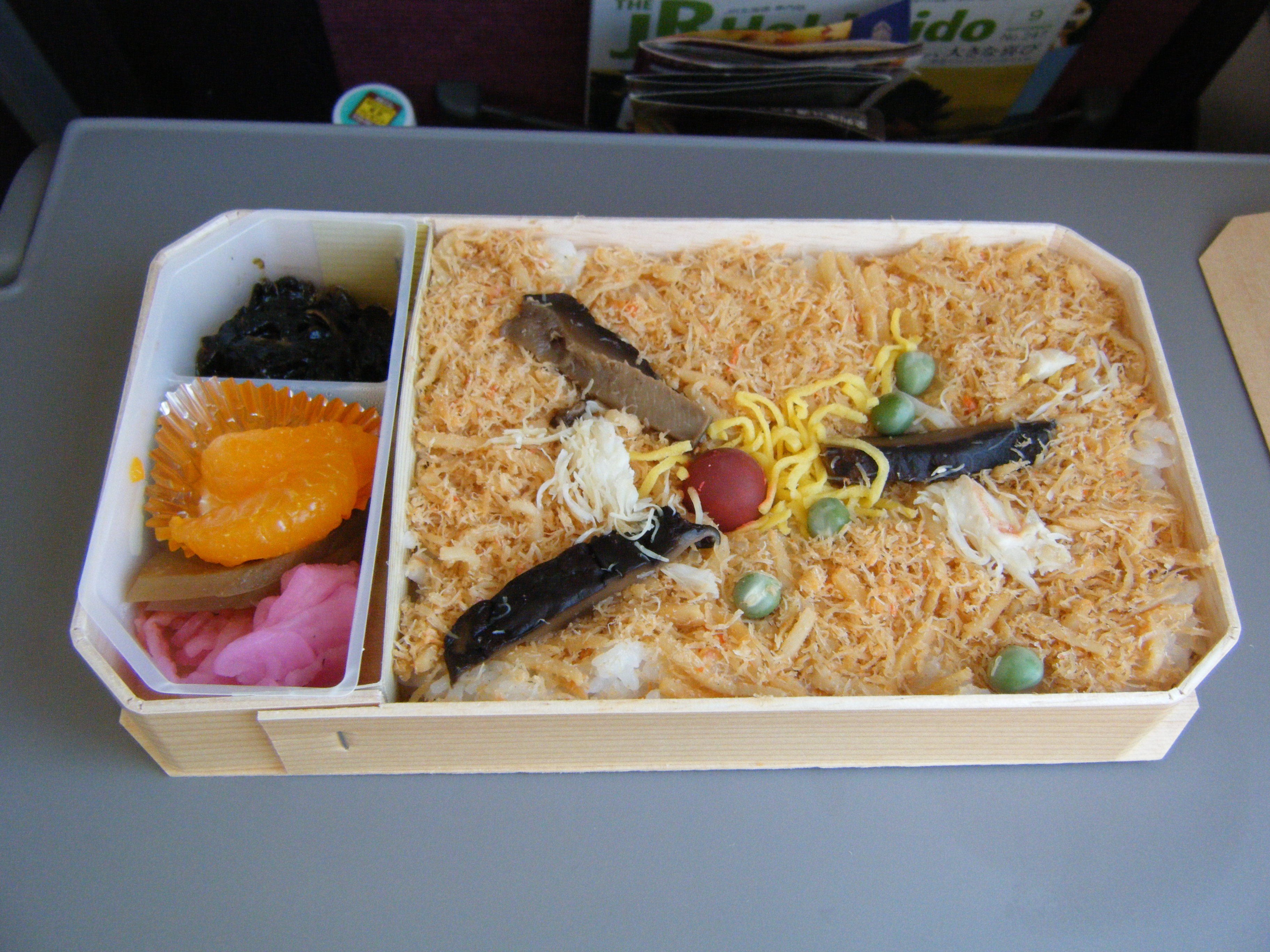
長万部站

### 東北

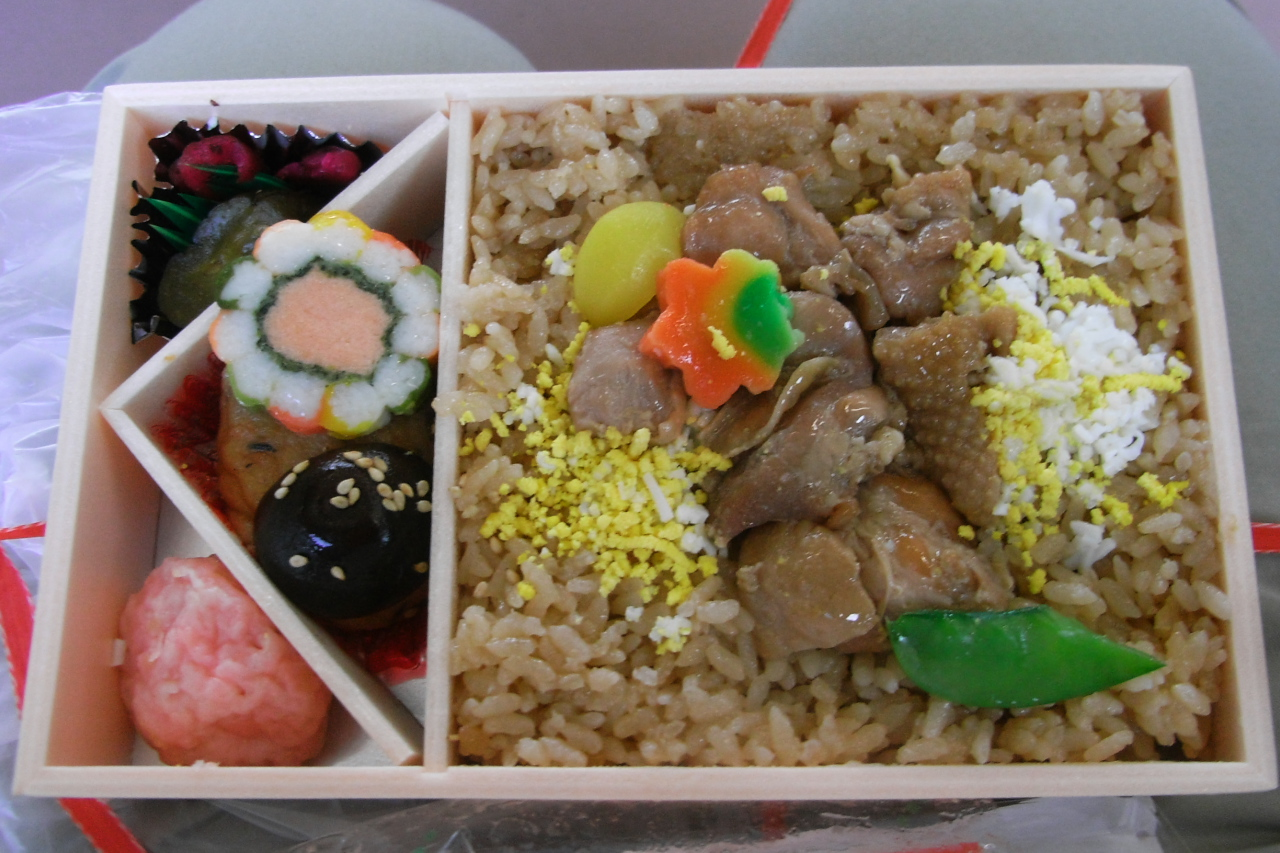
大館站
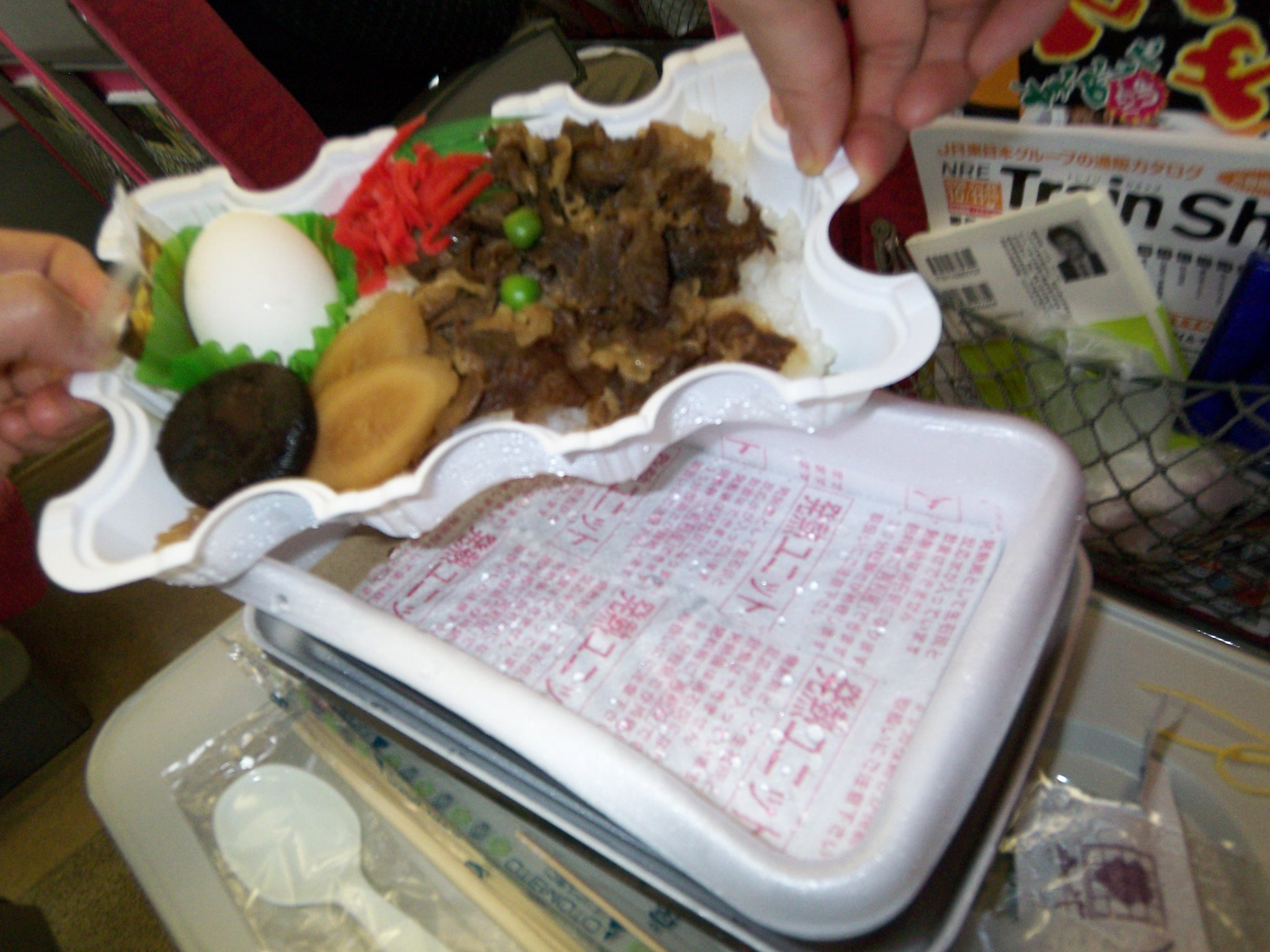
米沢站

- 八戶小端調壽司（八戶站）
- 陸奧小芥子便當（盛岡站）
- 草莓便當（宮古站）
- 炭燒牛舌便當（仙台站）
- 牛肉道場（米沢站）
- 牛串燒便當（米沢站）
- 酒餚便當（若松站）
- 週休二日便當（仙台站）
- 什錦壽司便當（松本站）

- 大館站
- 米沢站

### 關東
- 竹筴魚押壽司（大船站）
- 三文治便當（大船站）
- 壓箱壽司（湯澤站）
- 燒賣便當（橫濱站）
- 豪華便當（東京站）
- 御飯團便當（東海道新幹線）
- 雙色便當（千葉站）
- 燒肉便當（千葉站）

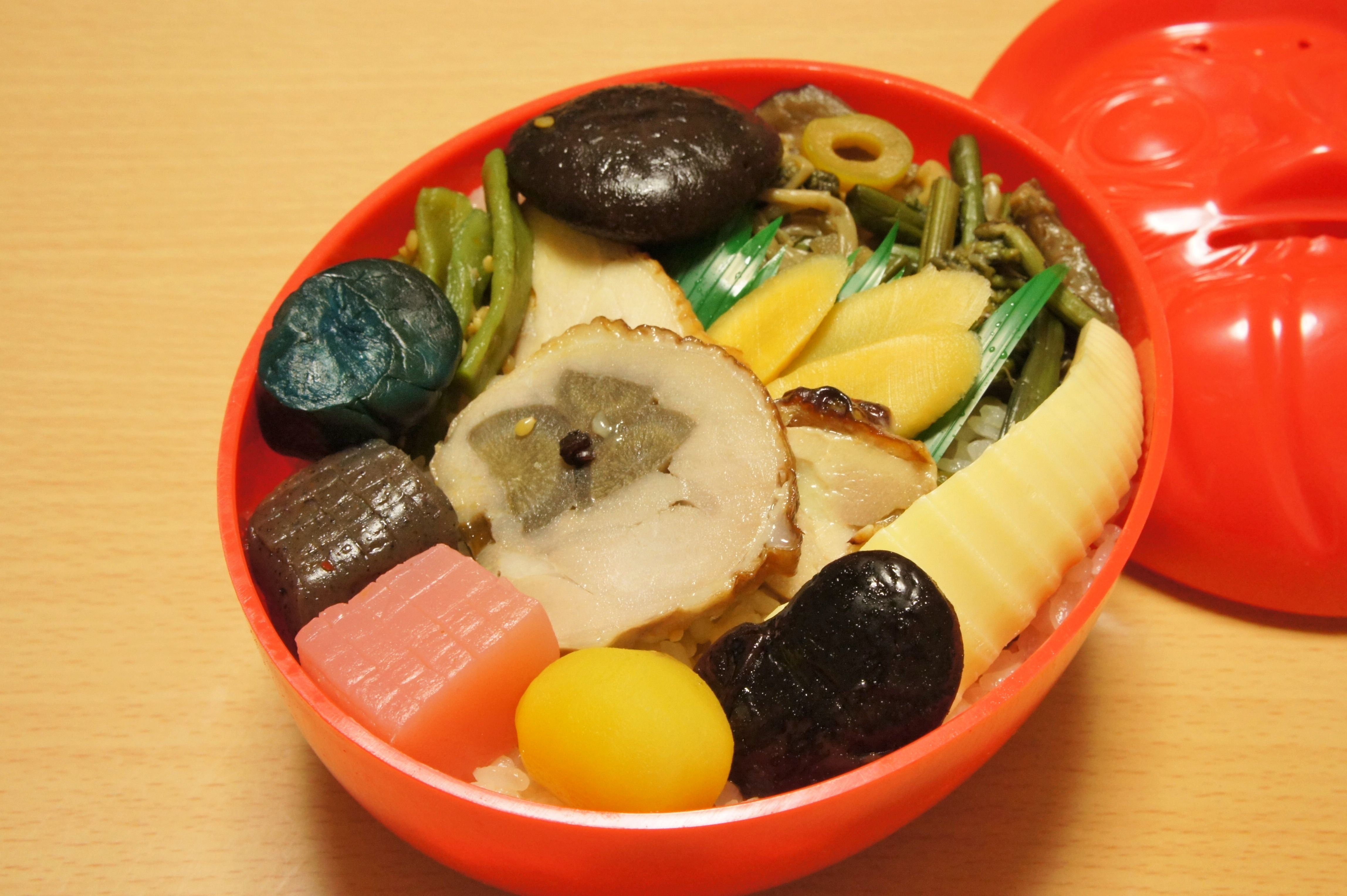
高崎站
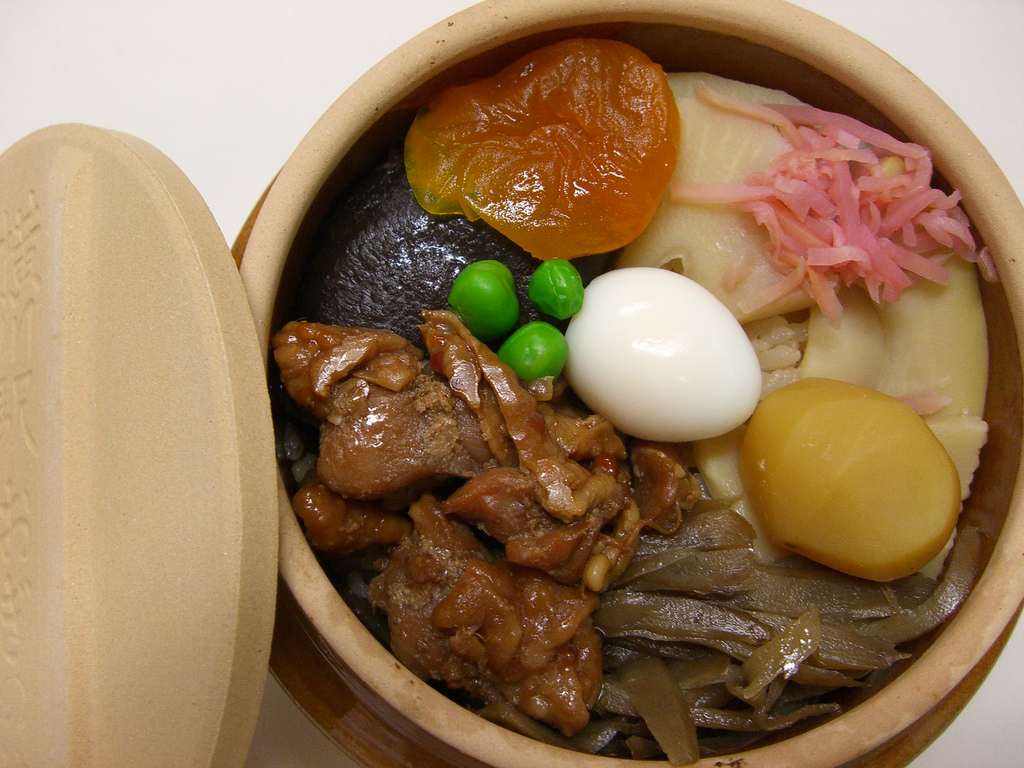
横川站
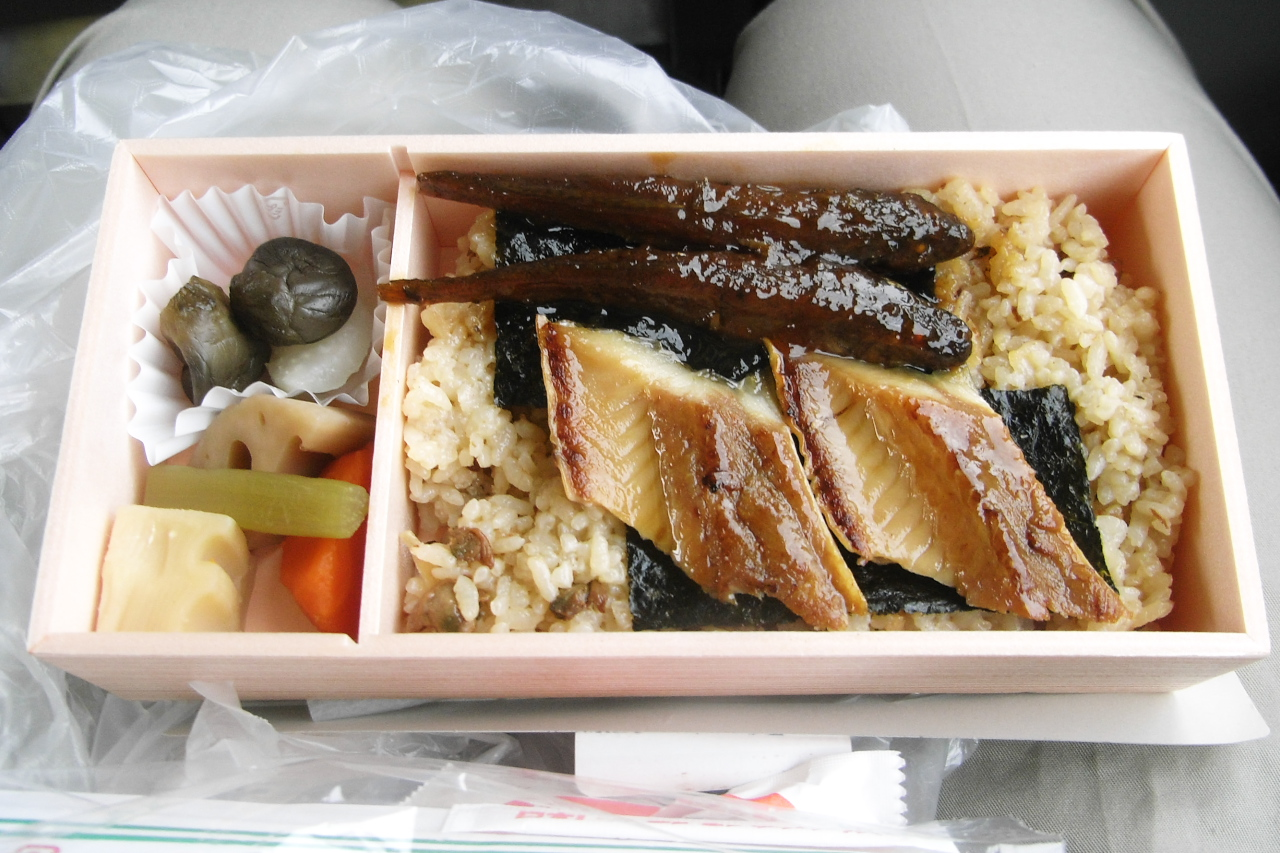
東京站
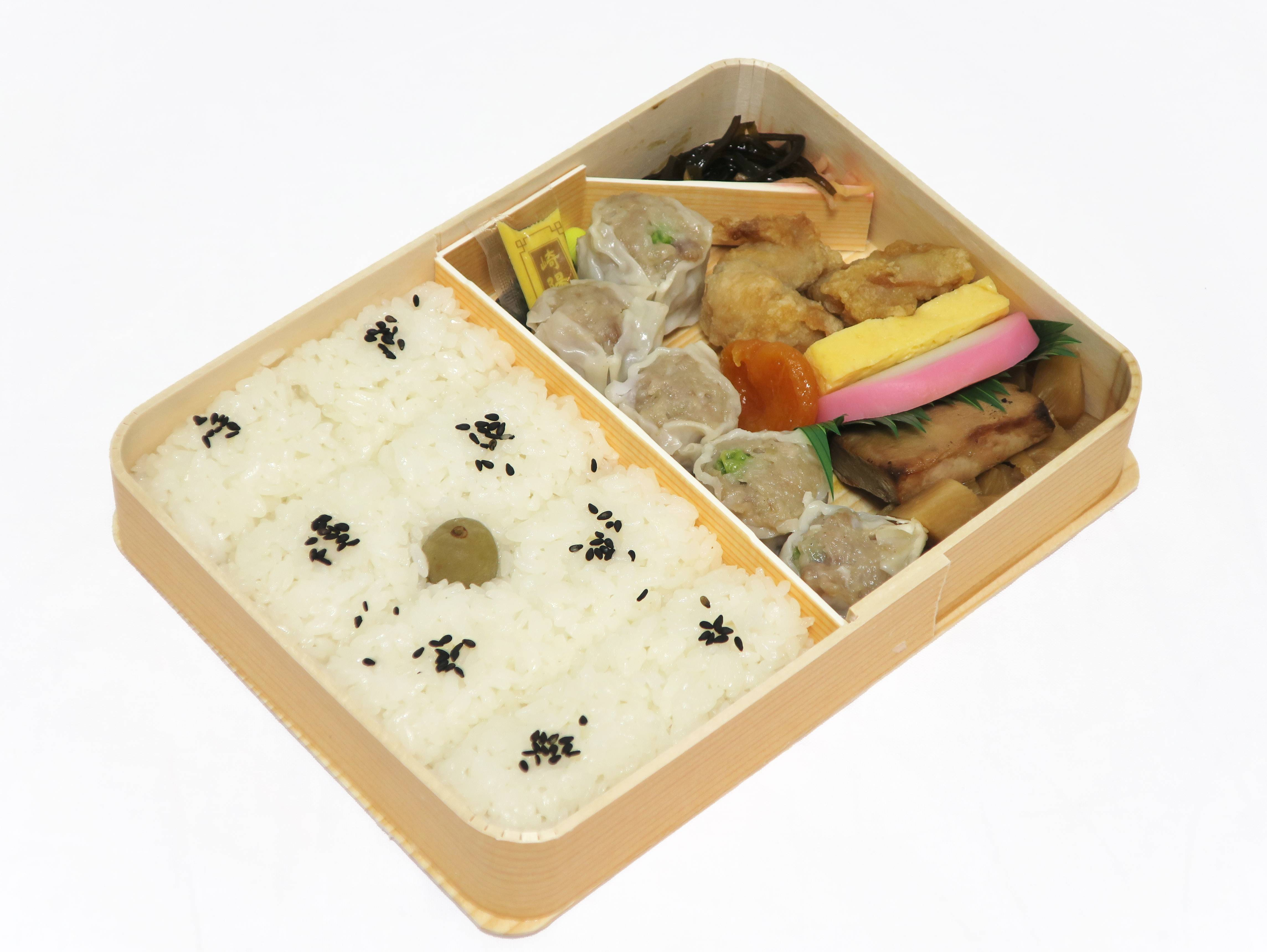
横浜站
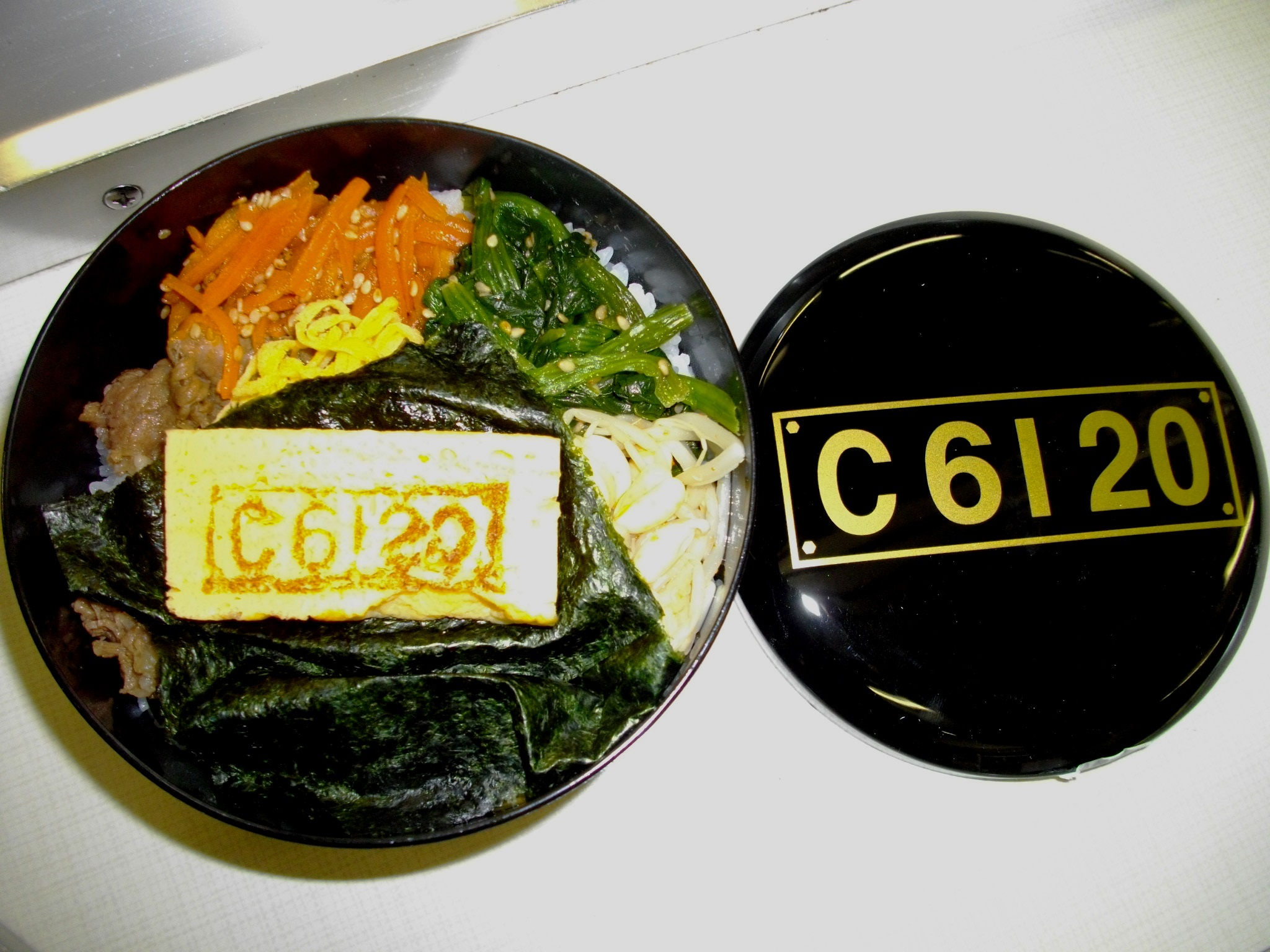
高崎站

### 東海・甲信越
- 山頭的小鍋菜飯便當（輕井沢站）
- 鯛飯（靜岡站）
- 飛驒的栗子糯米飯（下呂站）
- 達磨便當（高崎站）
- 竹取物語便當（新富士站）

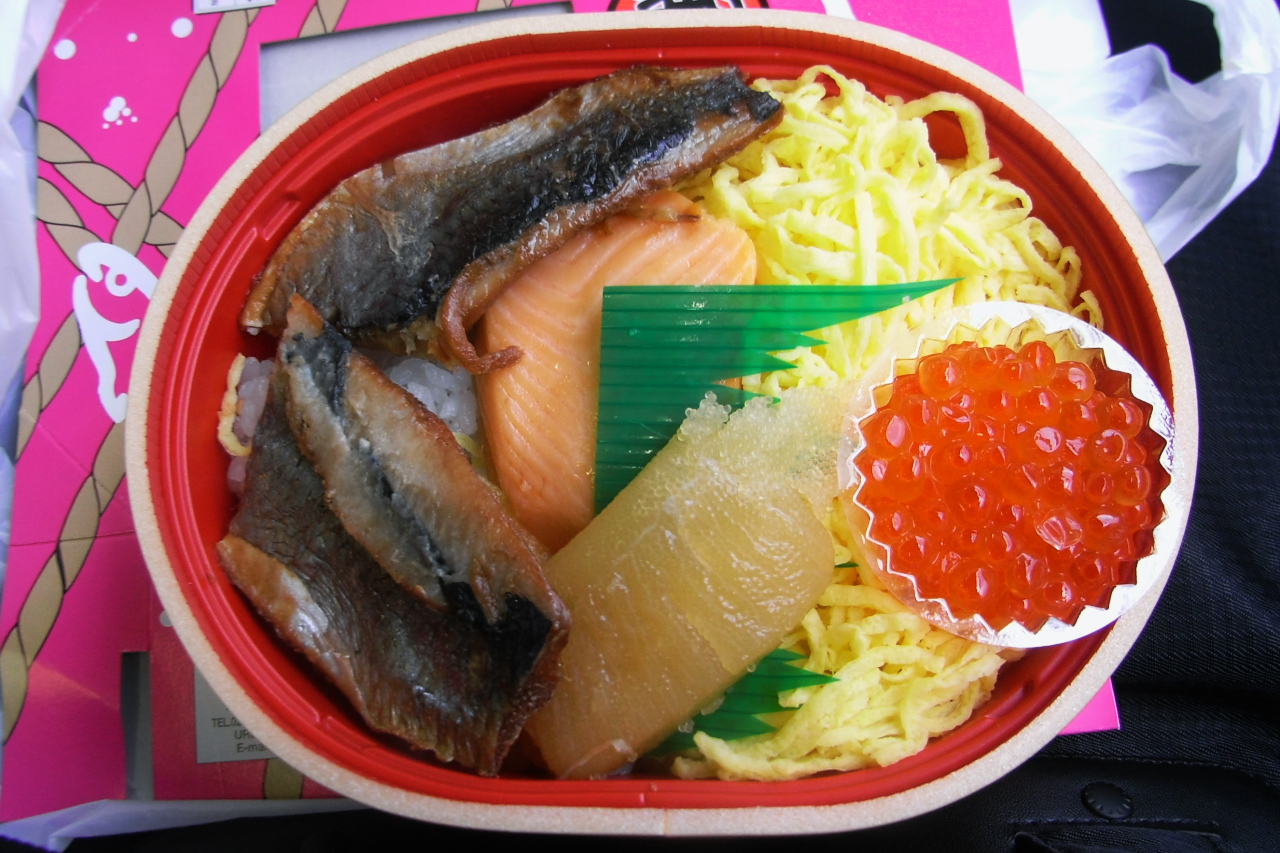
新津・新潟站
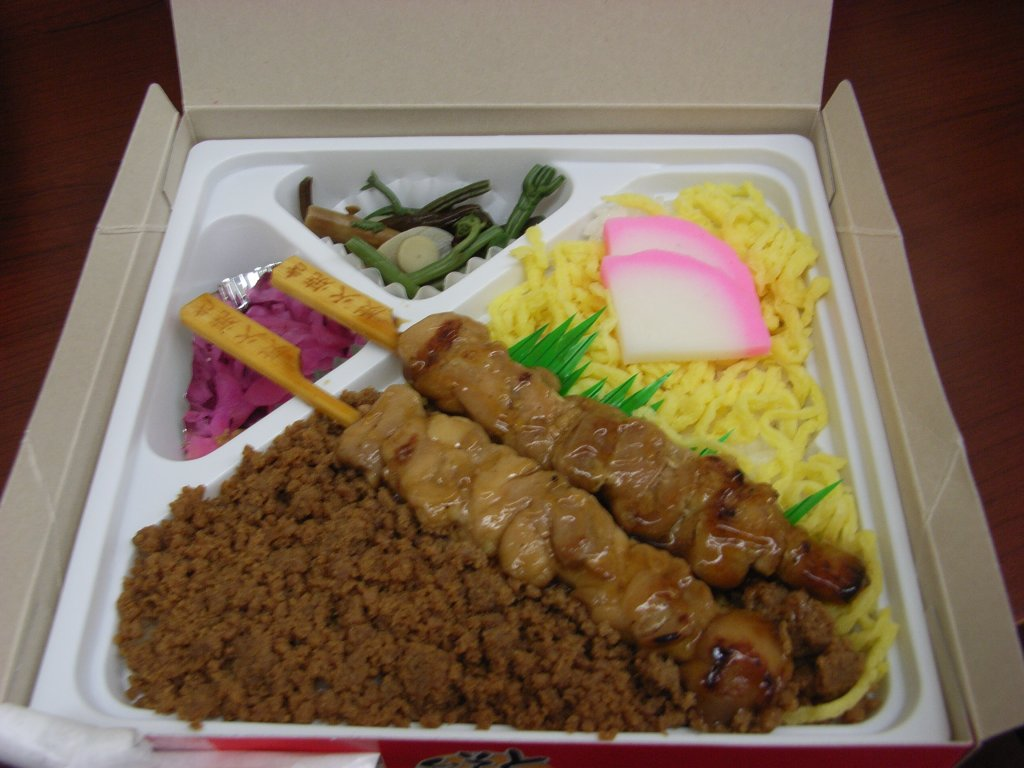
長岡站
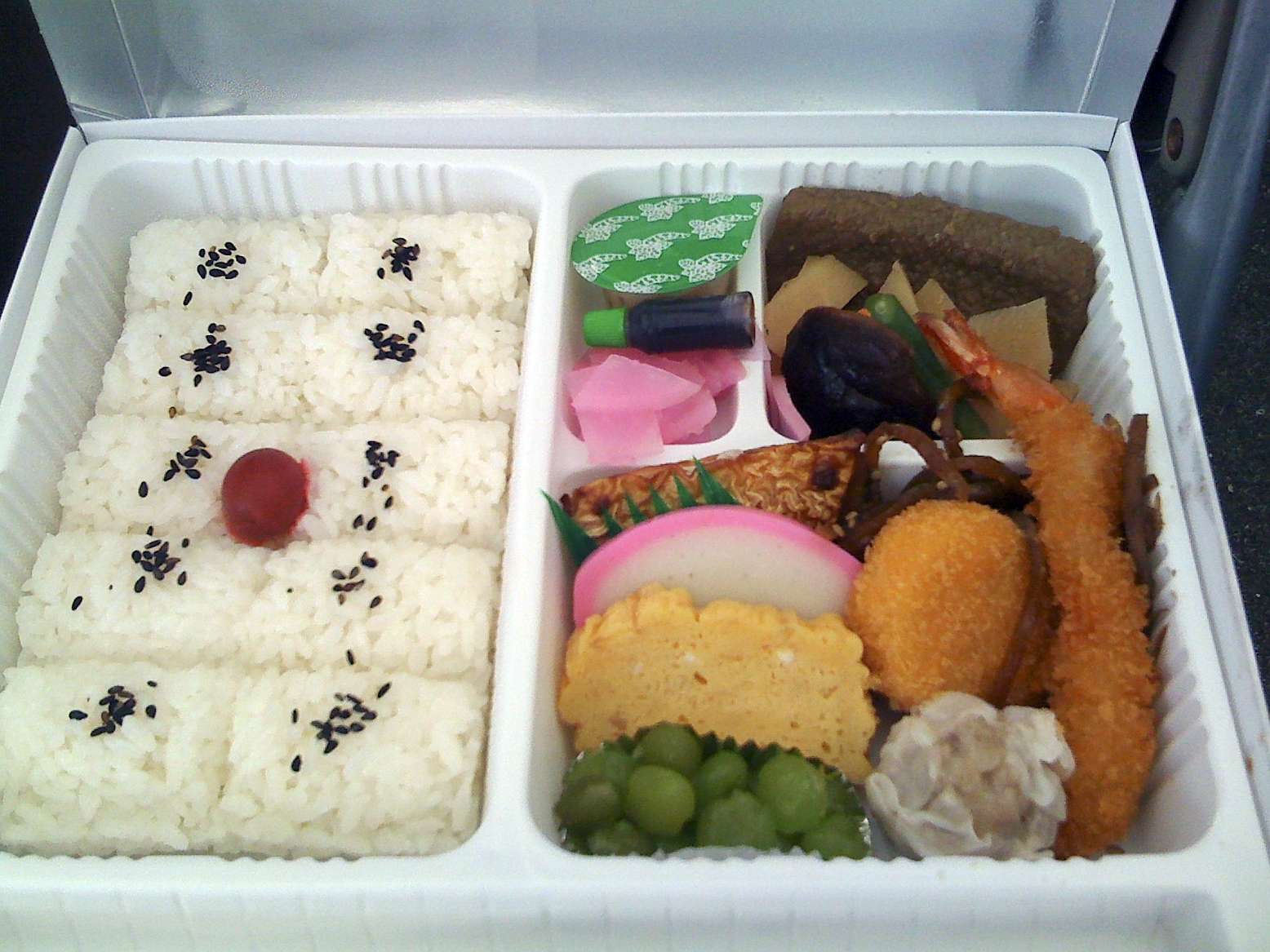
静岡站
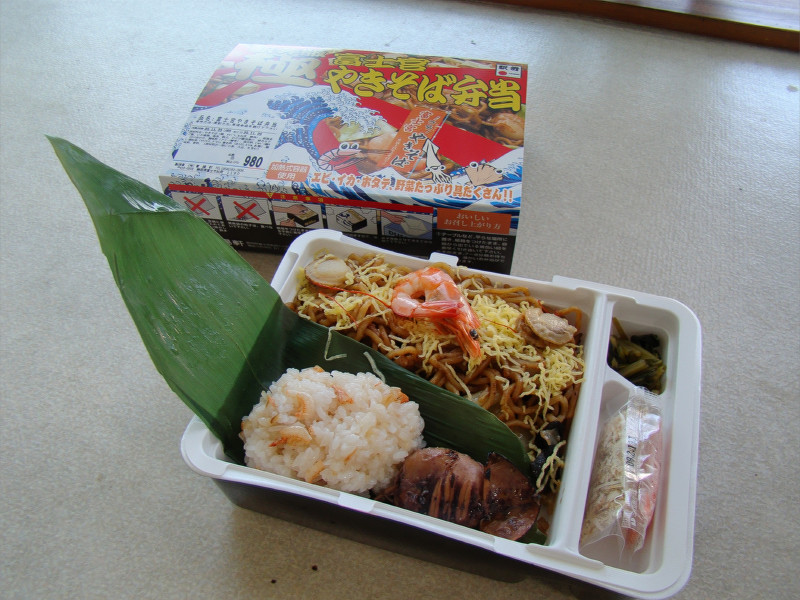
富士宮站

### 中国・近畿・四国

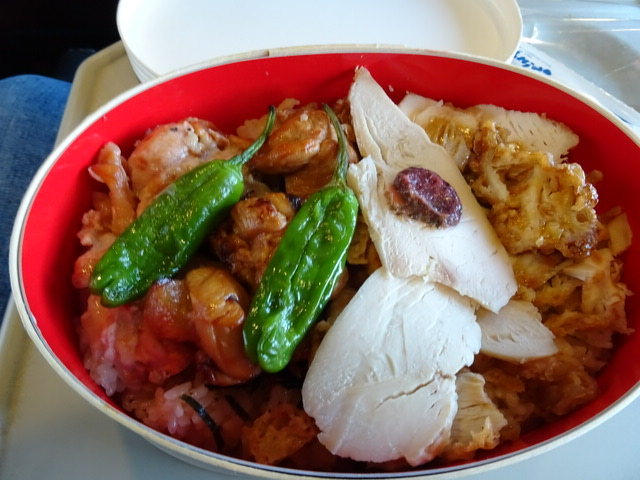
岡山站
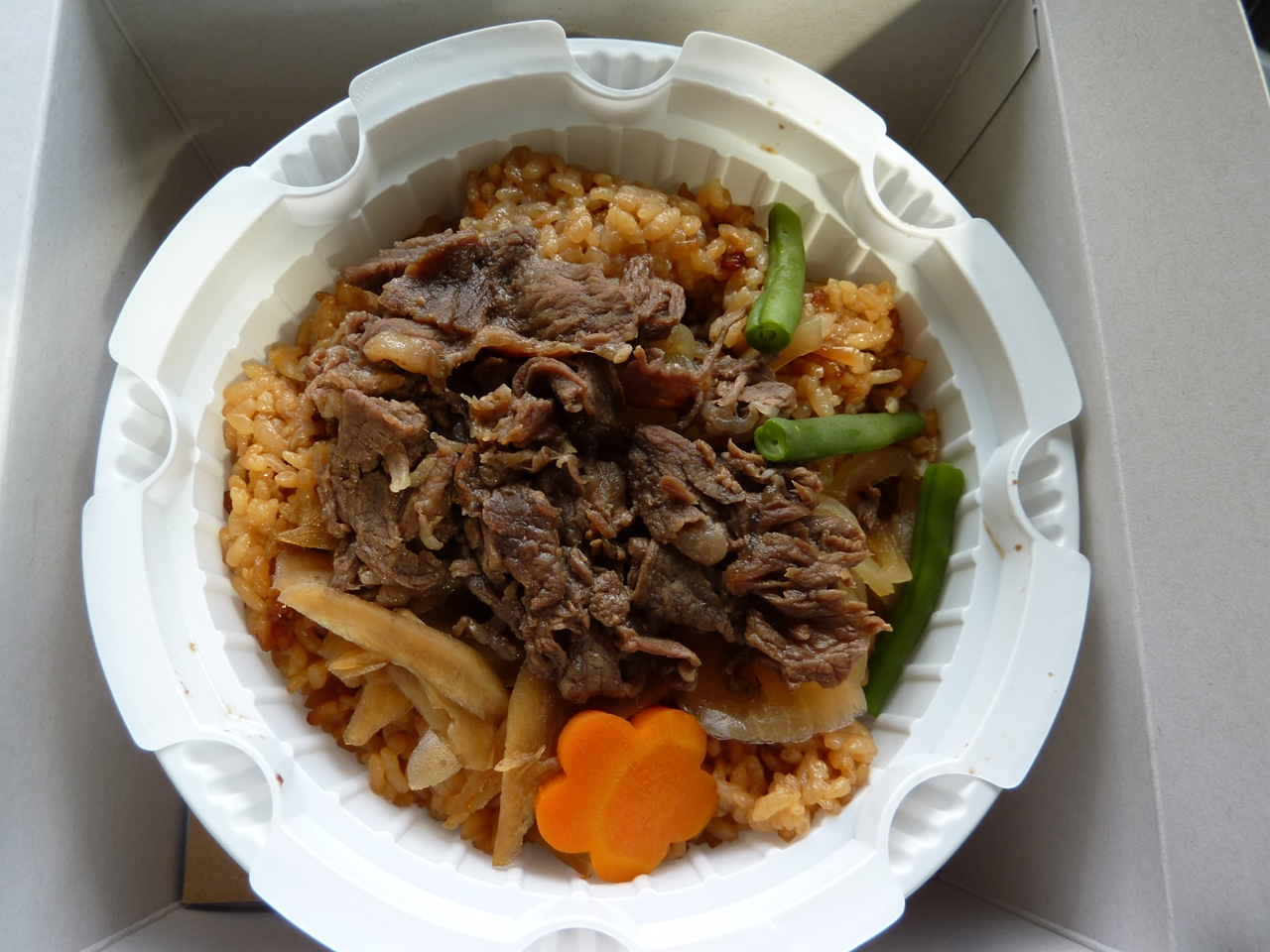
神戸站
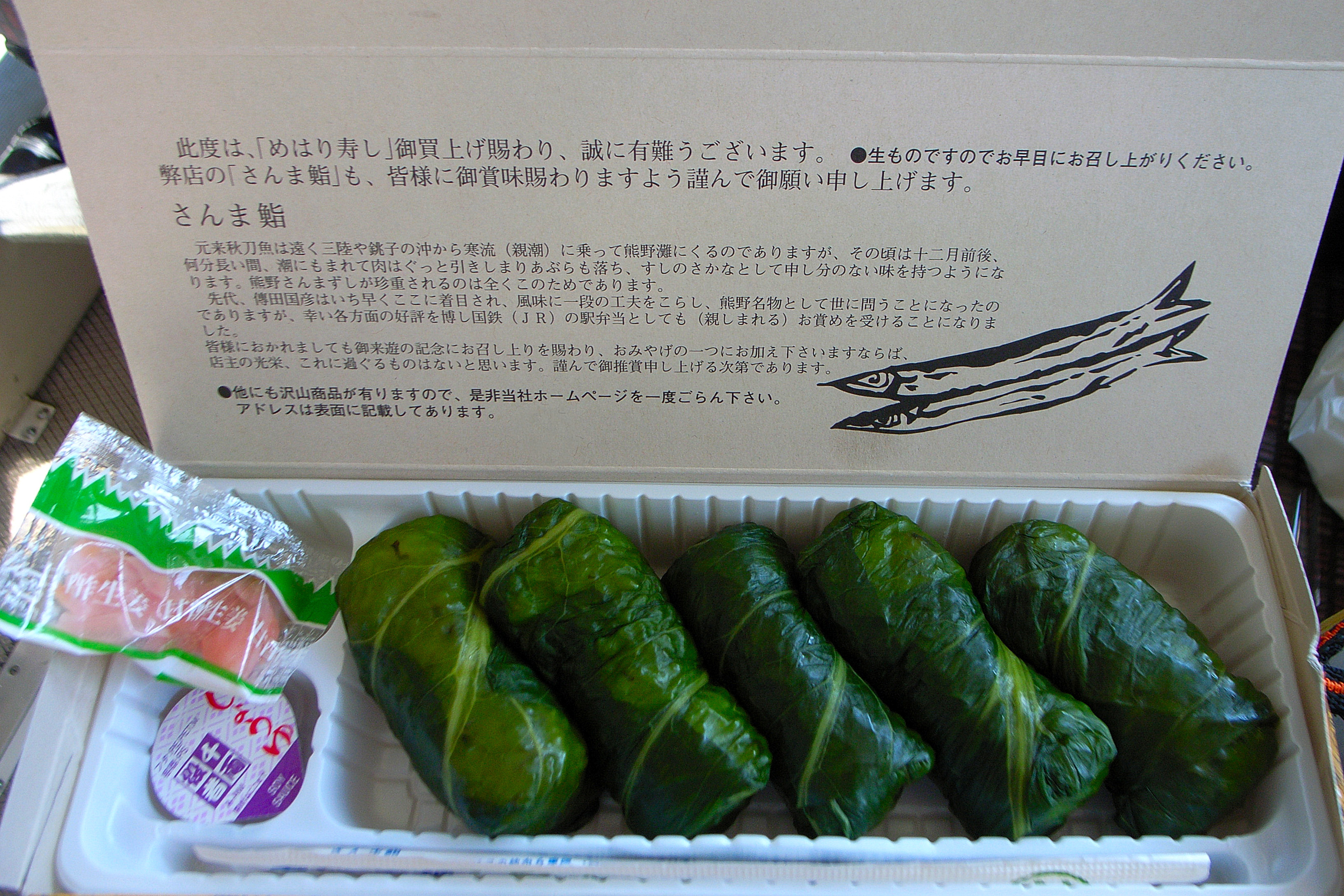
新宮站
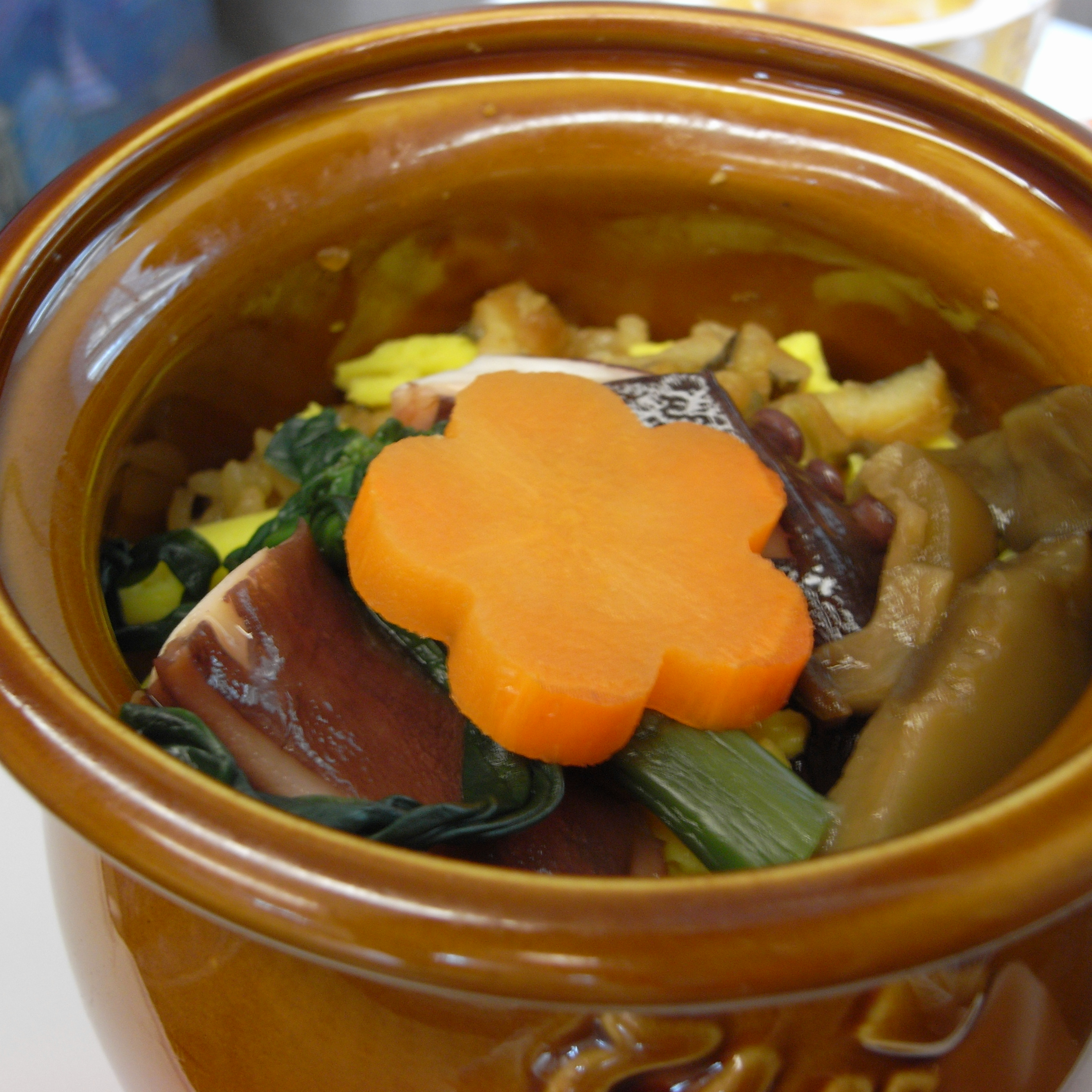
三原站
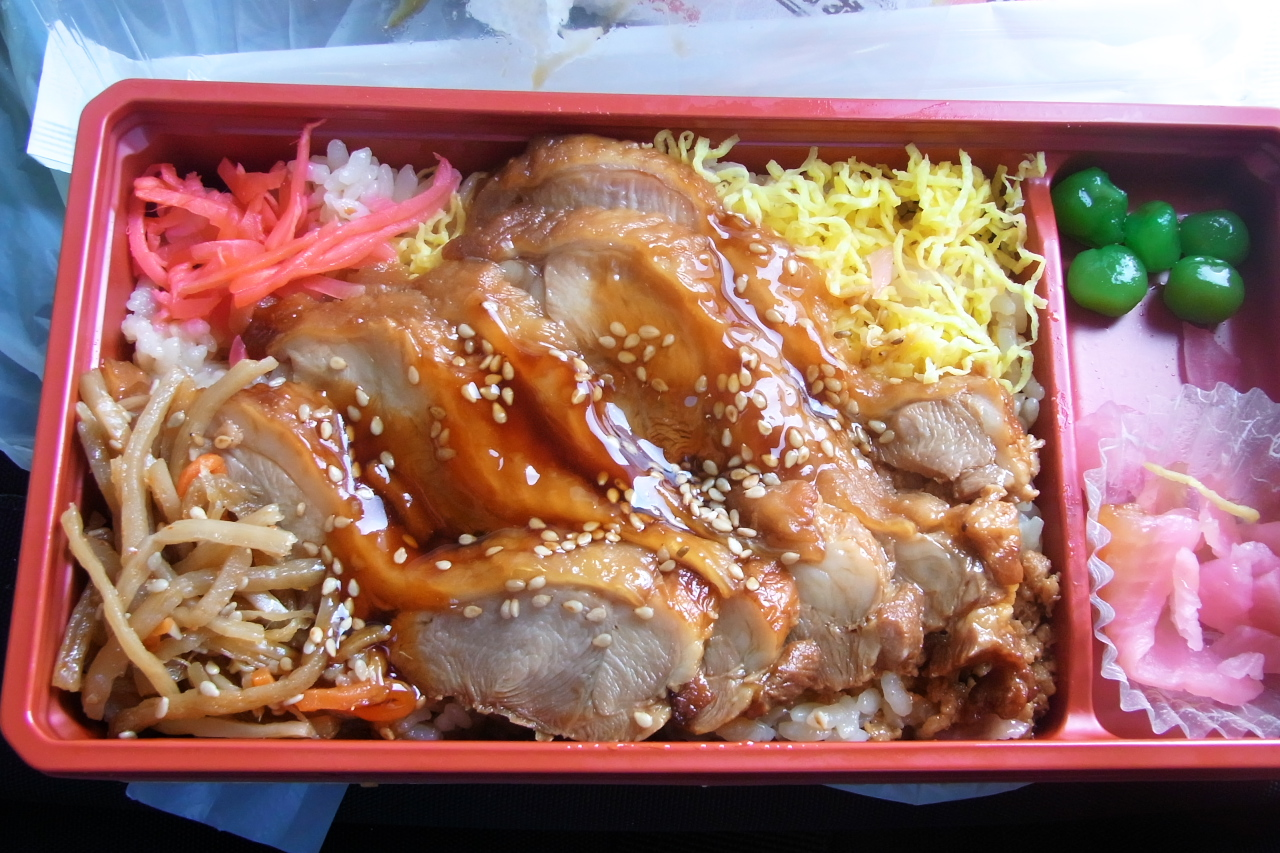
徳島站
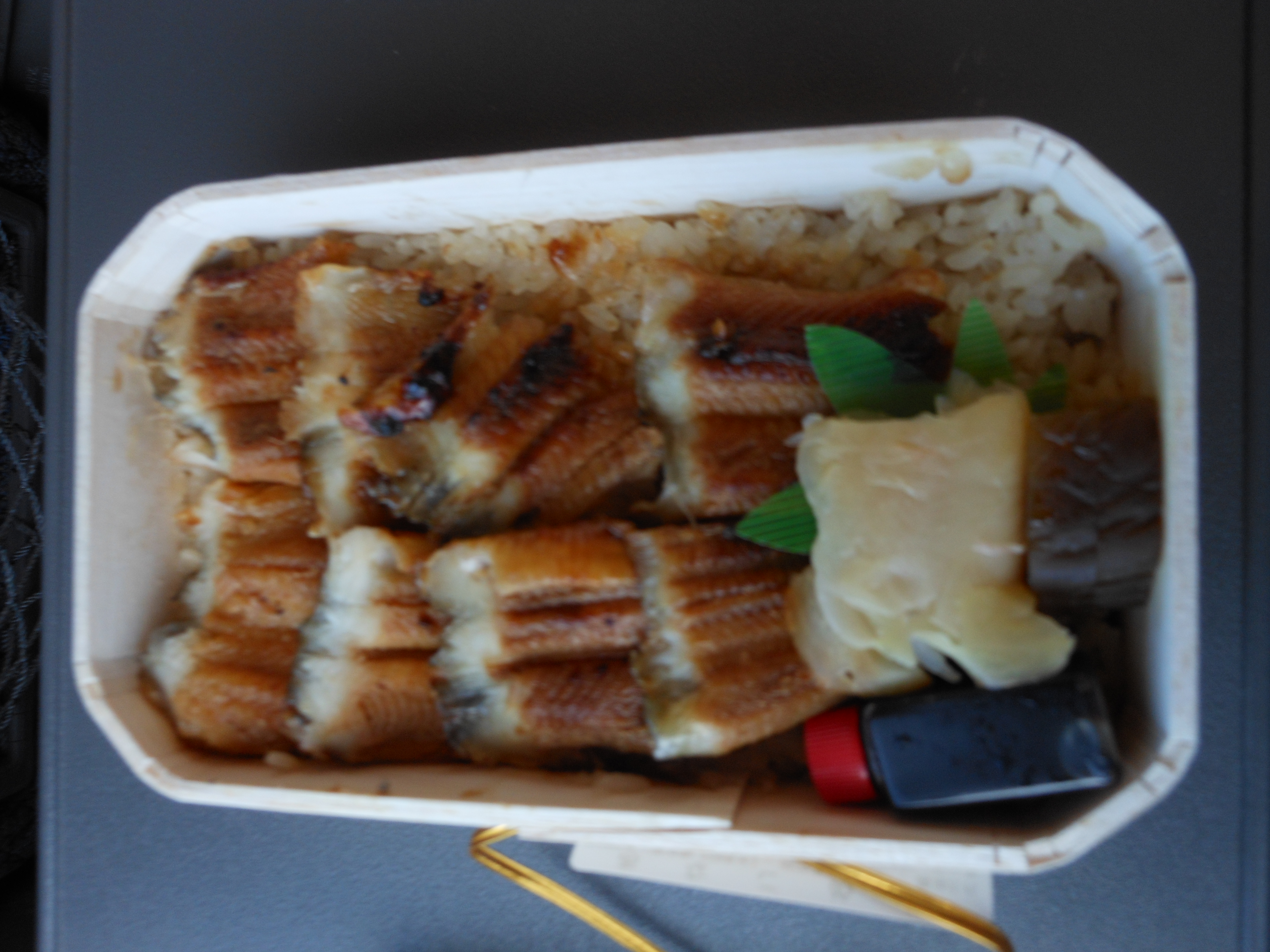
広島站
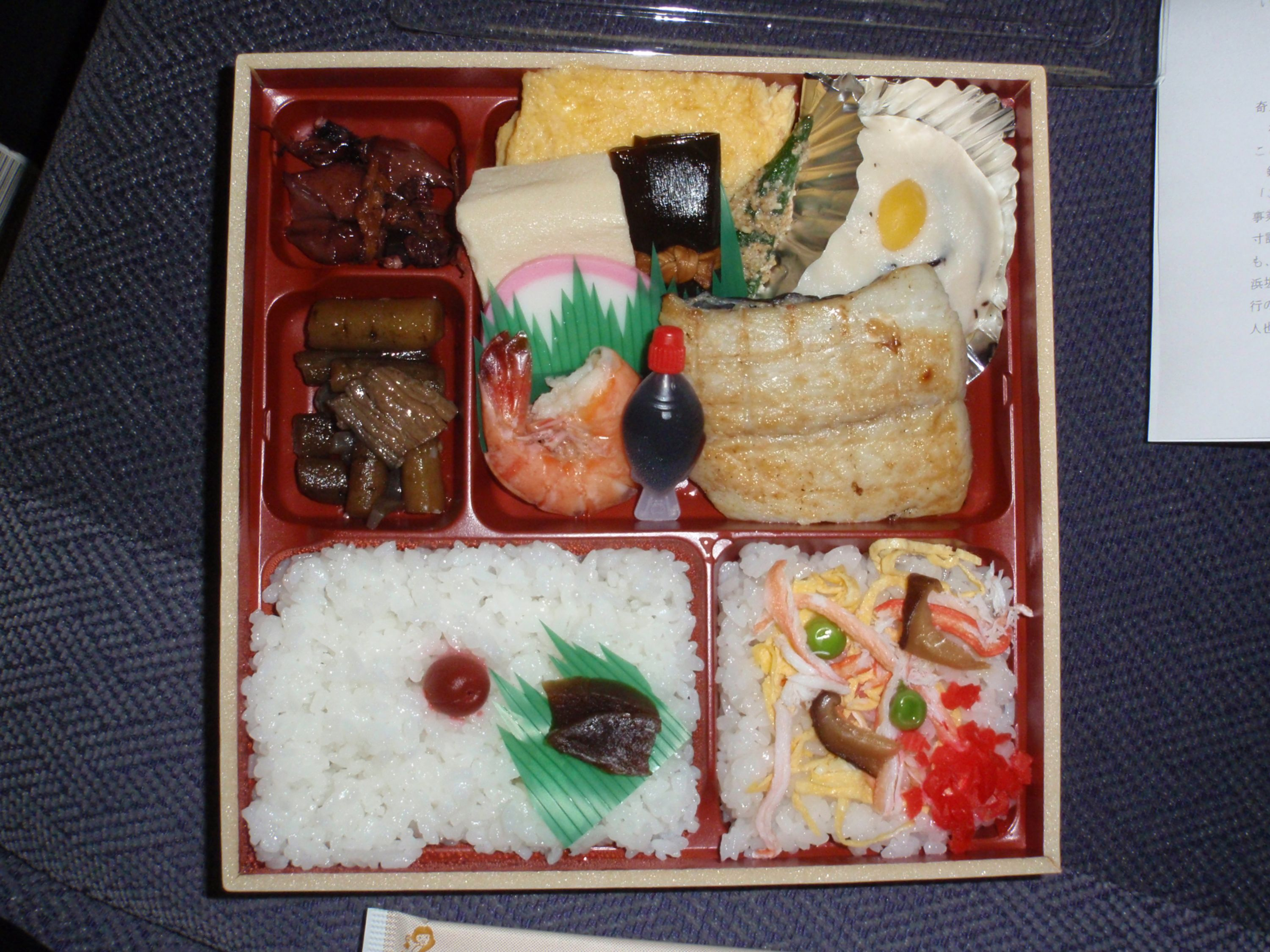
浜坂站

- 柿葉壽司（新大阪站）
- 秋刀魚壽司（新宮站、紀伊勝浦站）
- 睜眼壽司（新宮站、紀伊勝浦站）
- 小鯛雀壽司（和歌山站）
- 涮牛肉便當村雨（神戶站）
- 搶手章魚飯（西明石站、新神戶站、神戶站）
- 浜燒鯛魚便當（三原站、尾道站）
- 星鰻飯（宮島口站）
- 河豚飯（下關站、新下關站）
- 幕之內便當（相生站）
- 蒲燒鰻魚便當（出雲市站）
- 精進便當（松山站）
- 汽車便當（松山站）

- 岡山站
- 神戸站
- 新宮站
- 三原站
- 徳島站
- 広島站
- 浜坂站

### 中部
- 鱒魚壽司（富山站）
- 越前蟹飯（福井站）
- 特選便當（名古屋站）

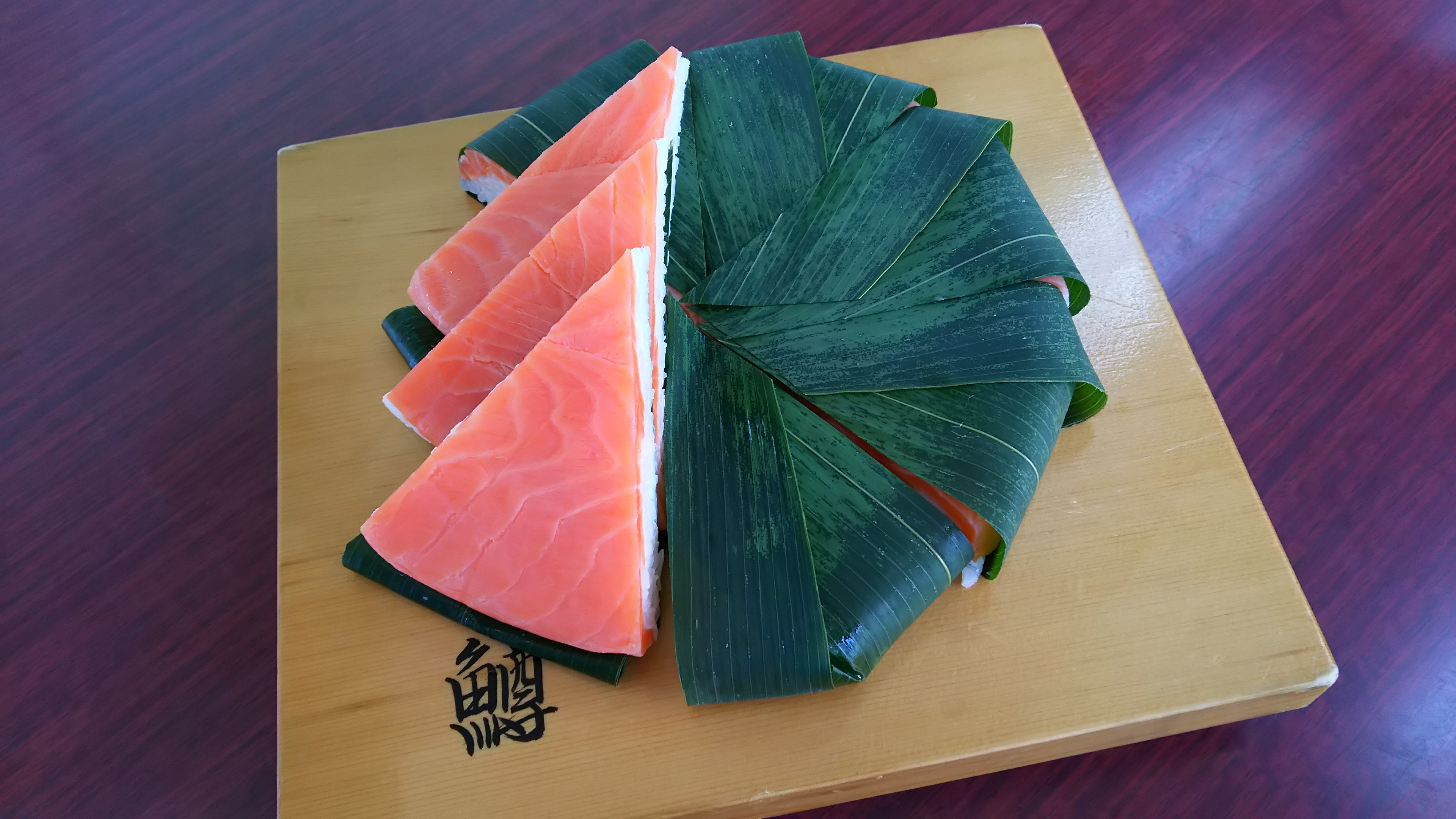
富山站
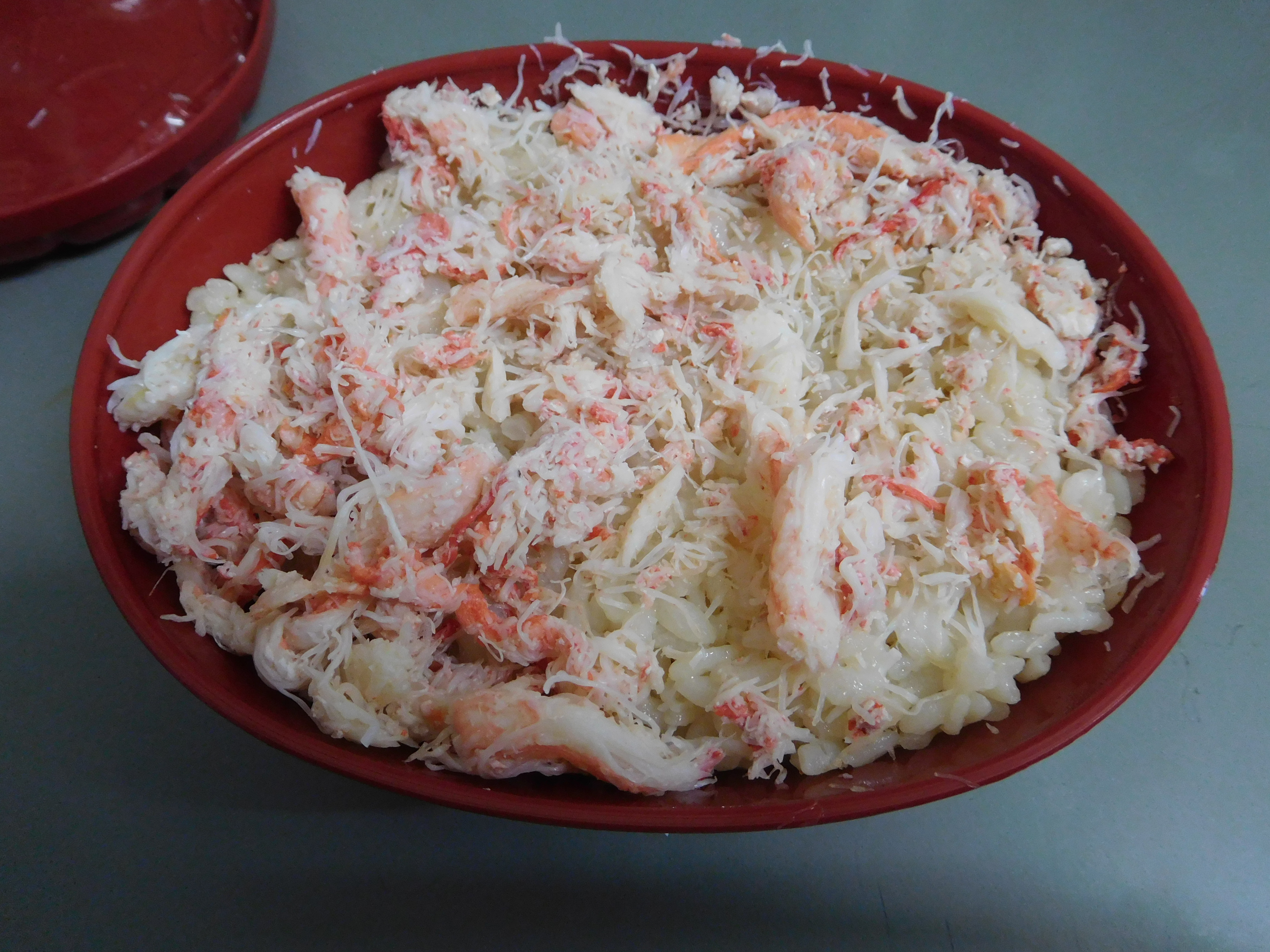
福井站
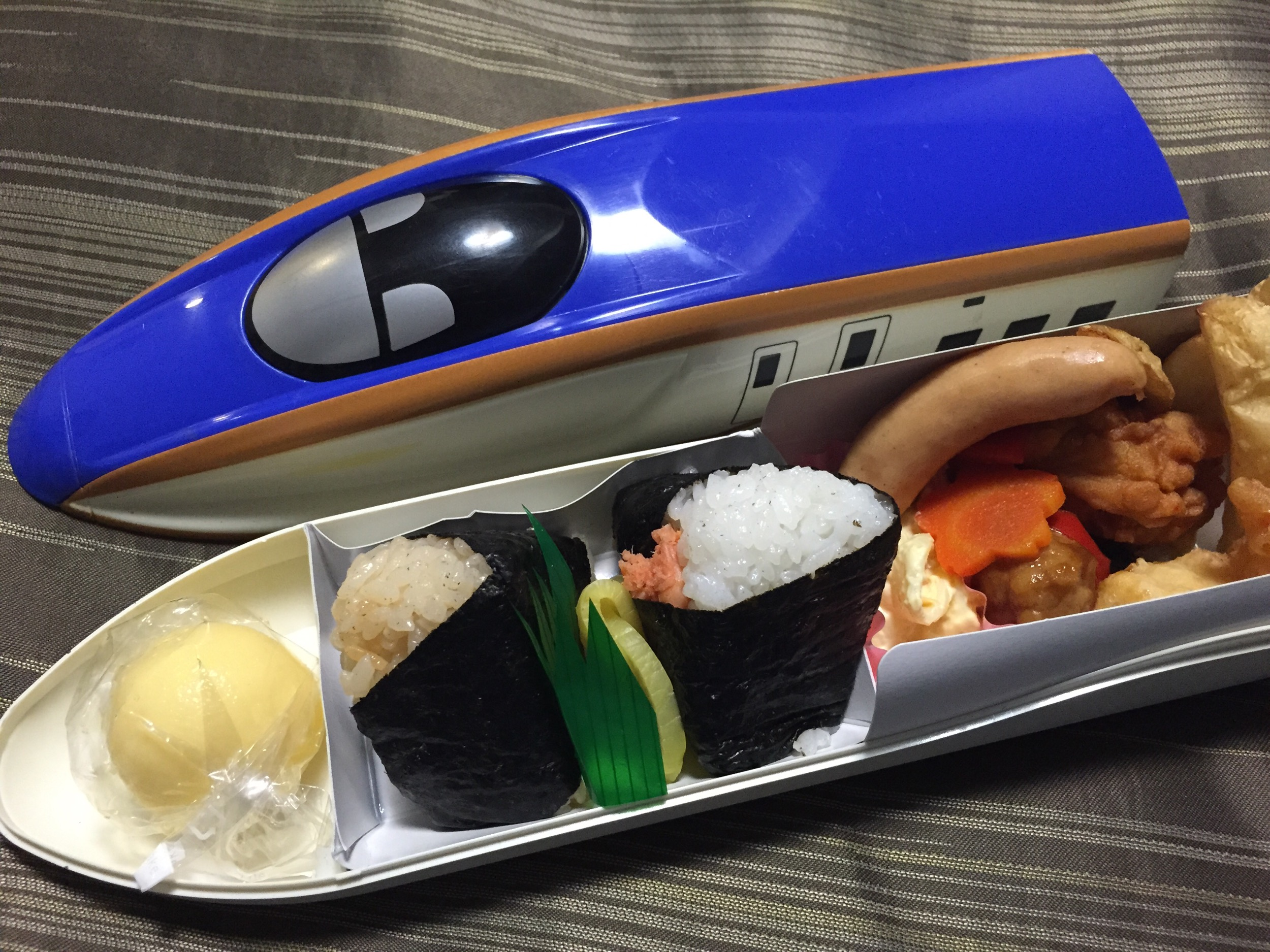
JR
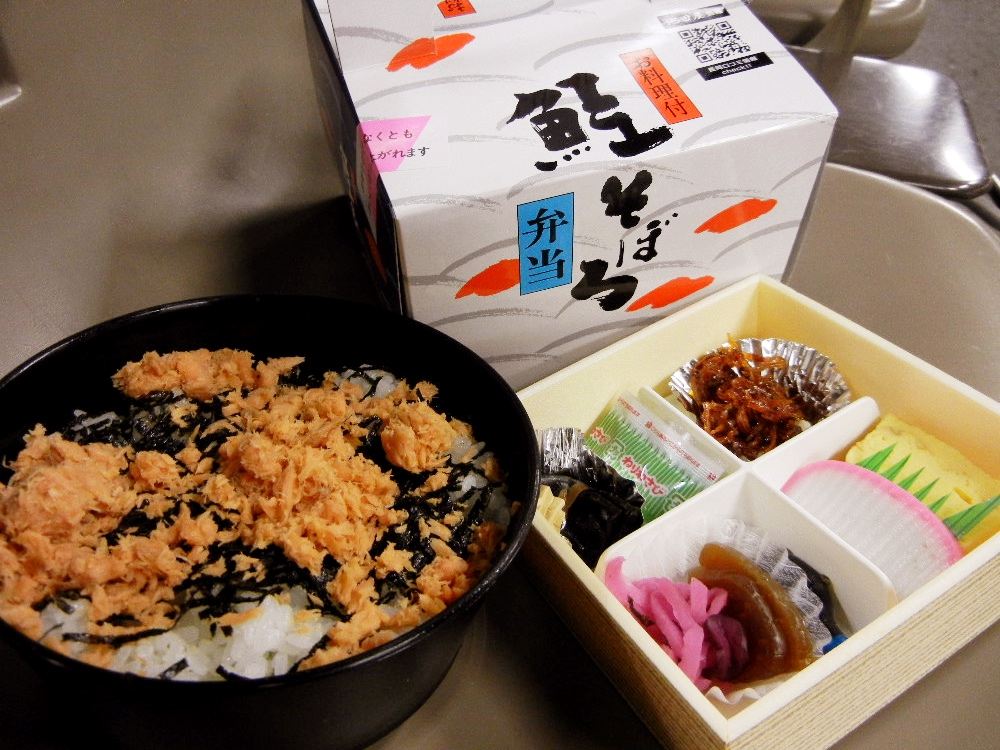
名古屋站

### 九州
- 香魚壽司（人吉站）

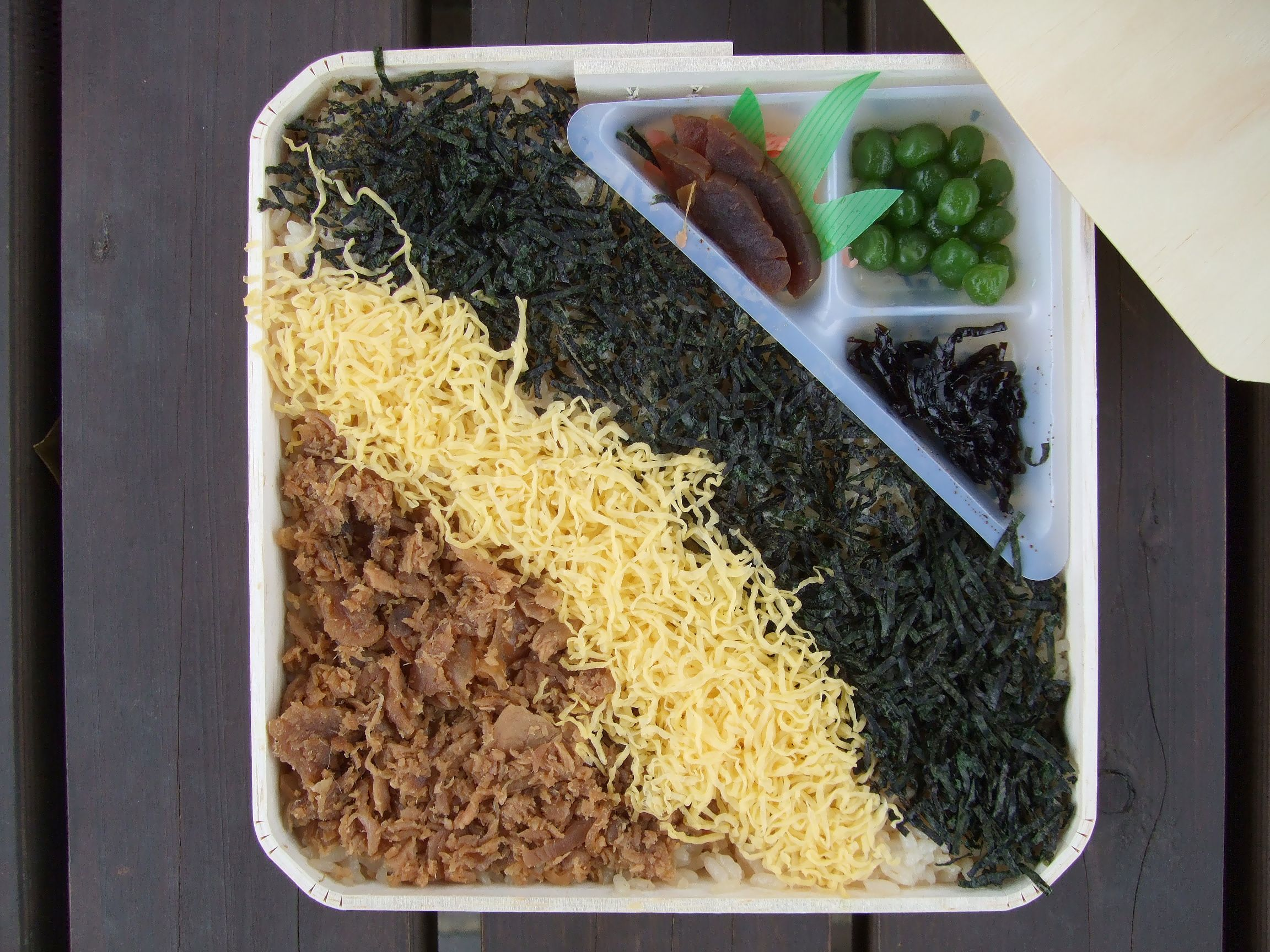
東筑軒站
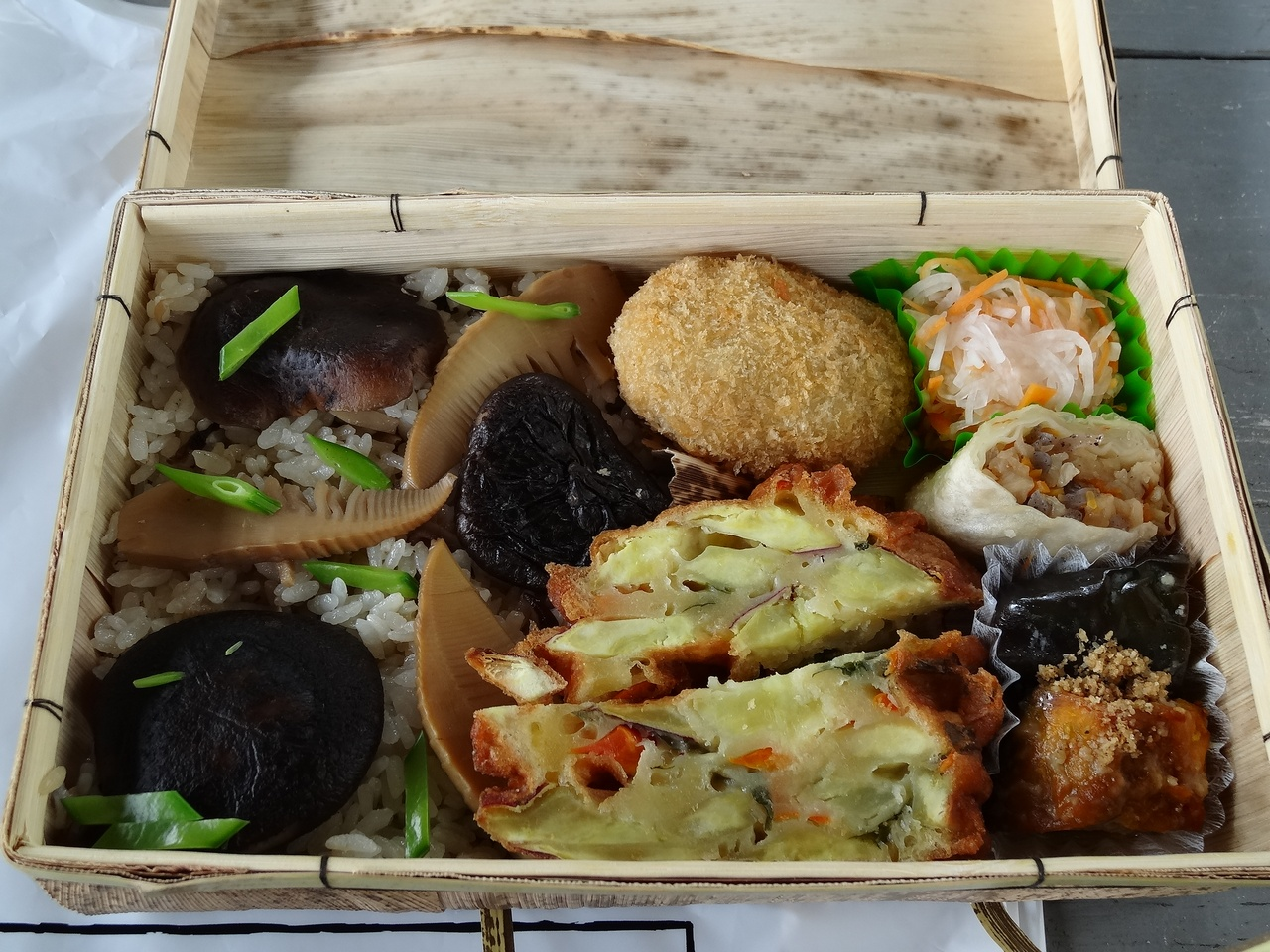
嘉例川站
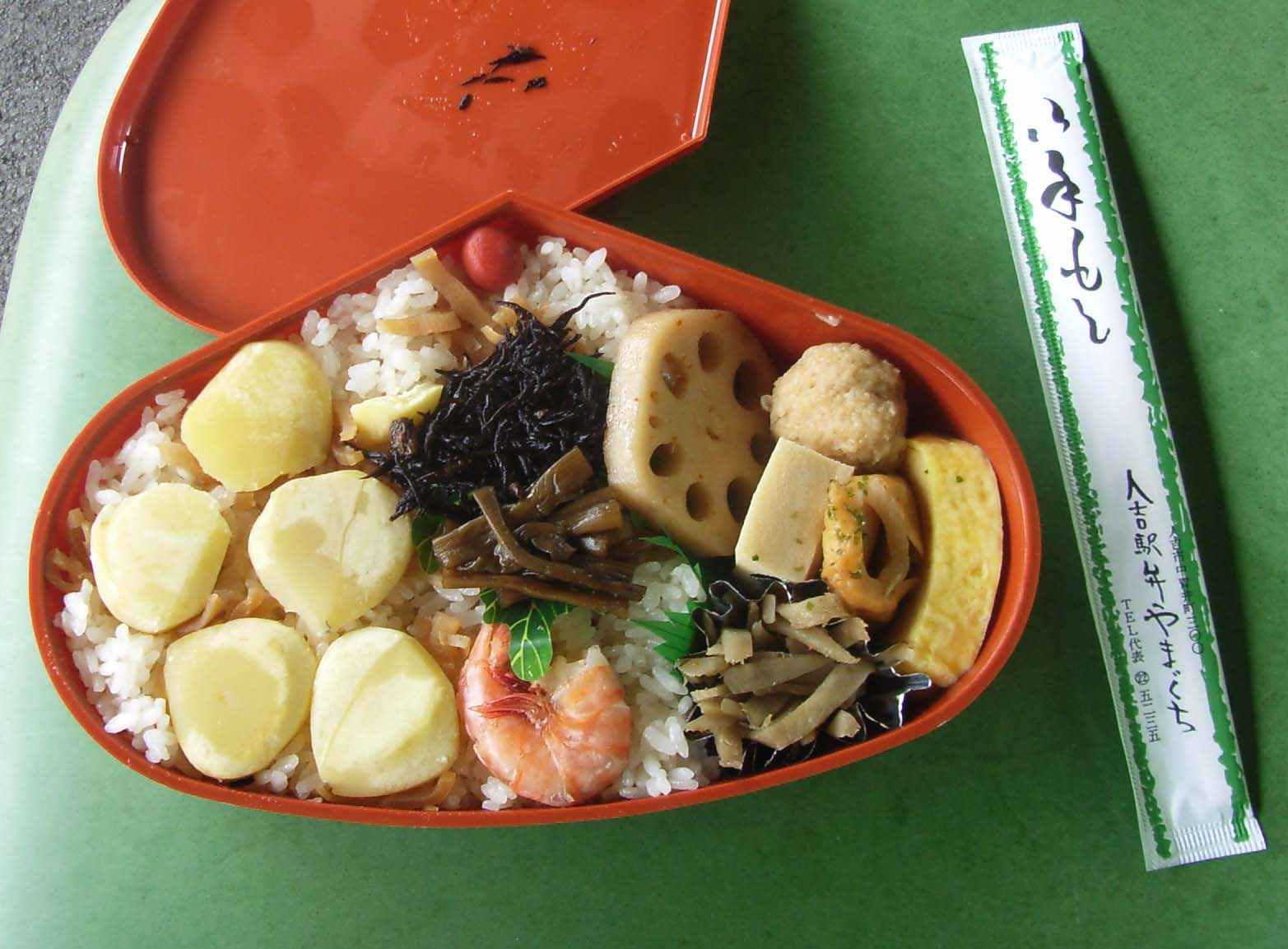
人吉站
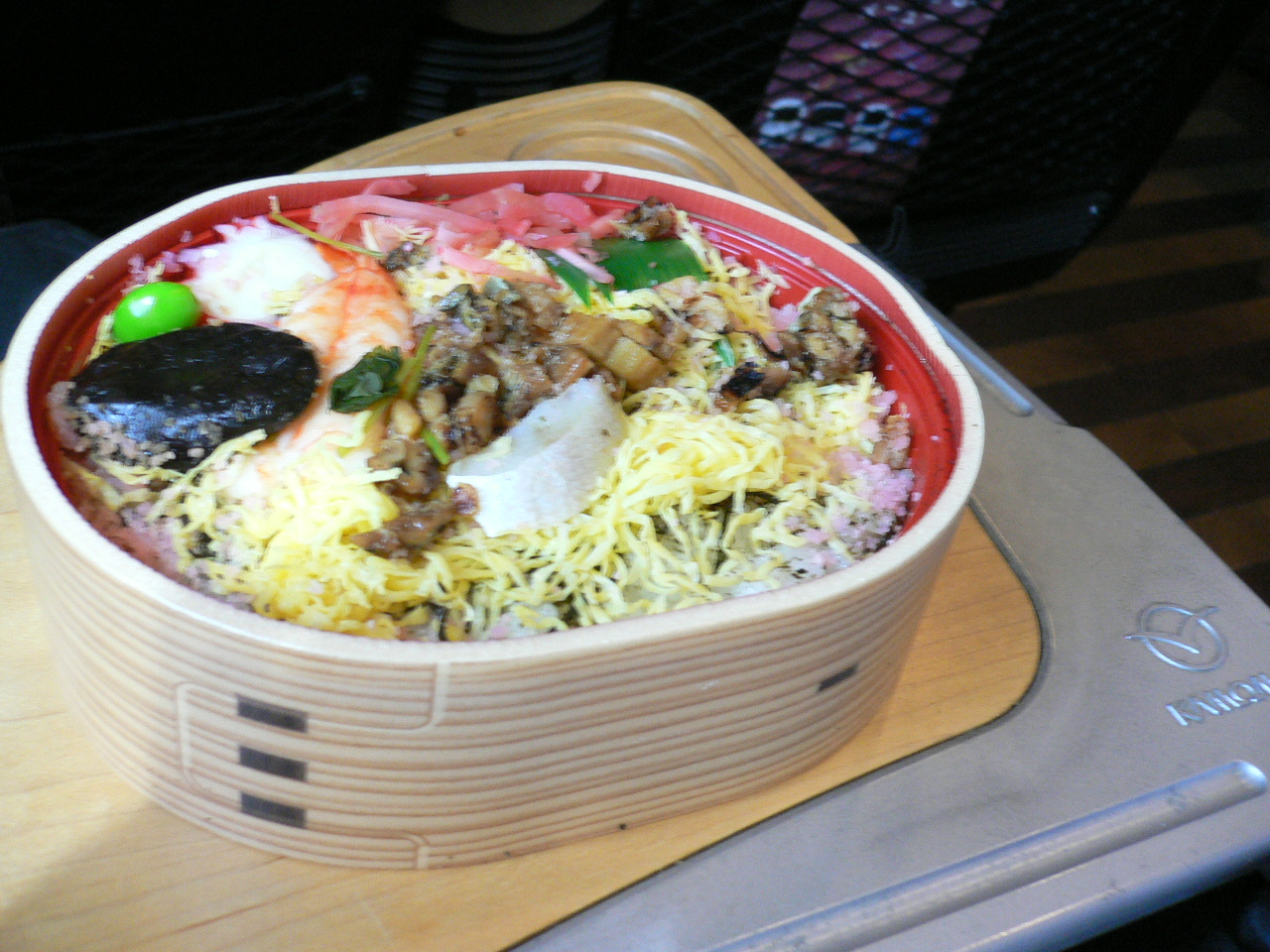
博多站
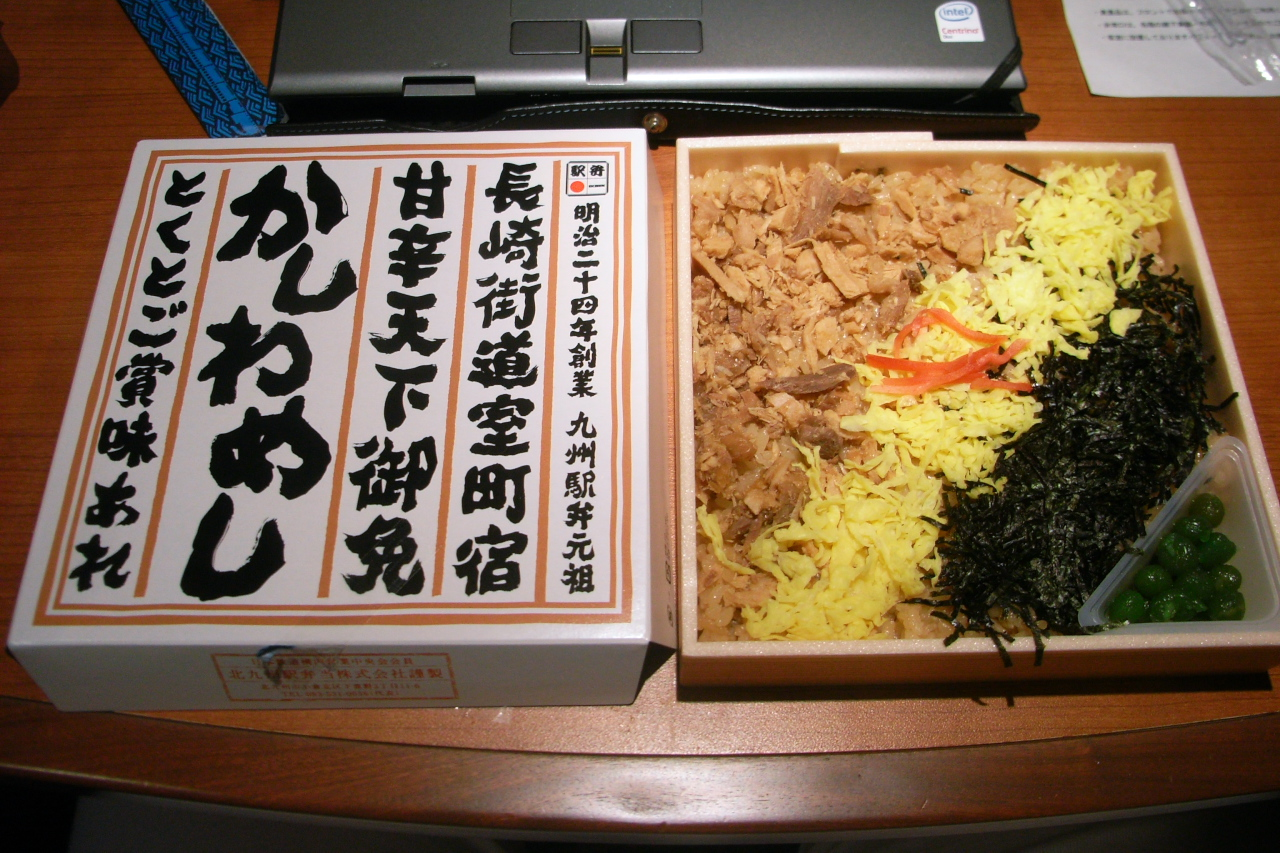
九州站

## 台灣
臺鐵便當（英文: TR Bento）是指臺灣鐵路股份有限公司於車站或列車內販售之鐵路便當，源自台灣日治時期，深受日本的影响，但也发展出大量属于自己的独立特色，公司餐旅分處，分別為臺北、臺中、高雄及花蓮分處。負責統製。
台灣的民營鐵路便當則有福隆、池上、關山、奮起湖等車站的鐵路便當較知名。

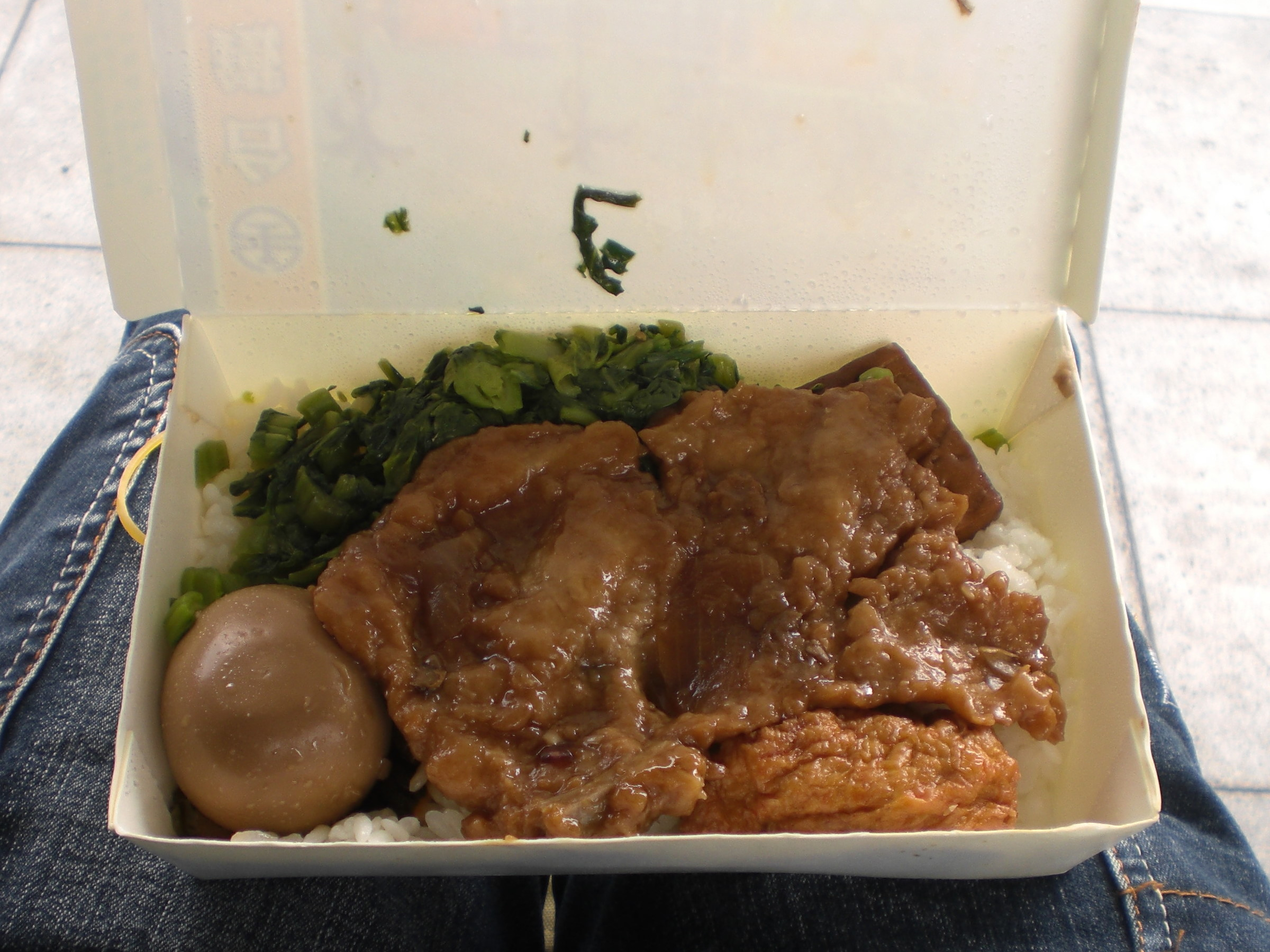
臺鐵排骨便當
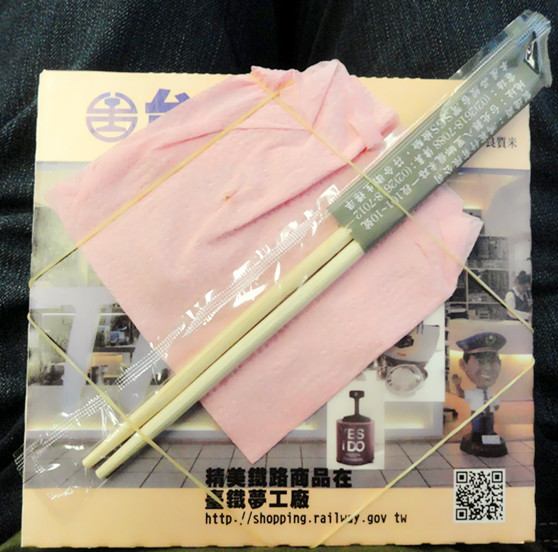
台铁便当外盒
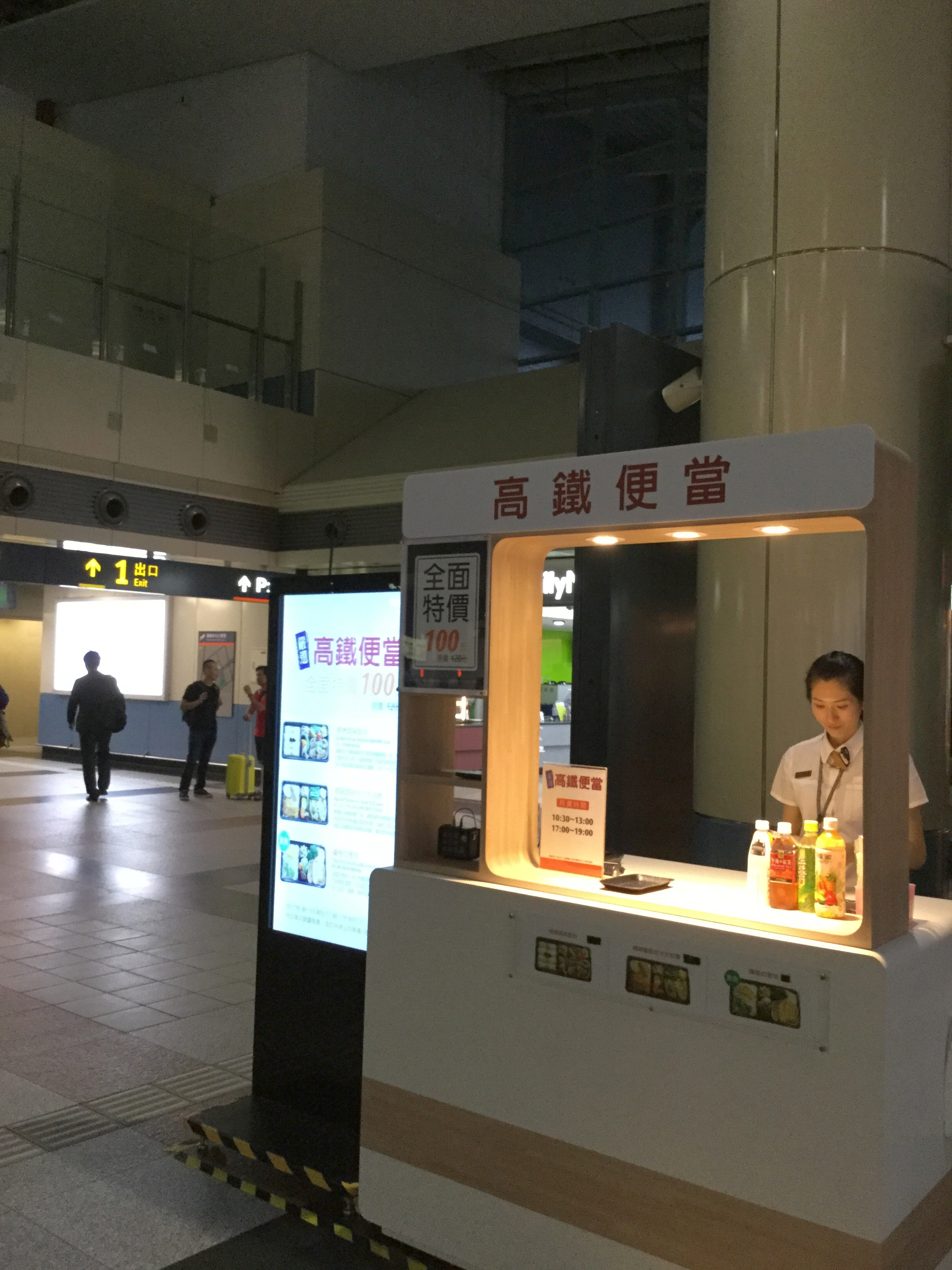
嘉義車站的高鐵便當
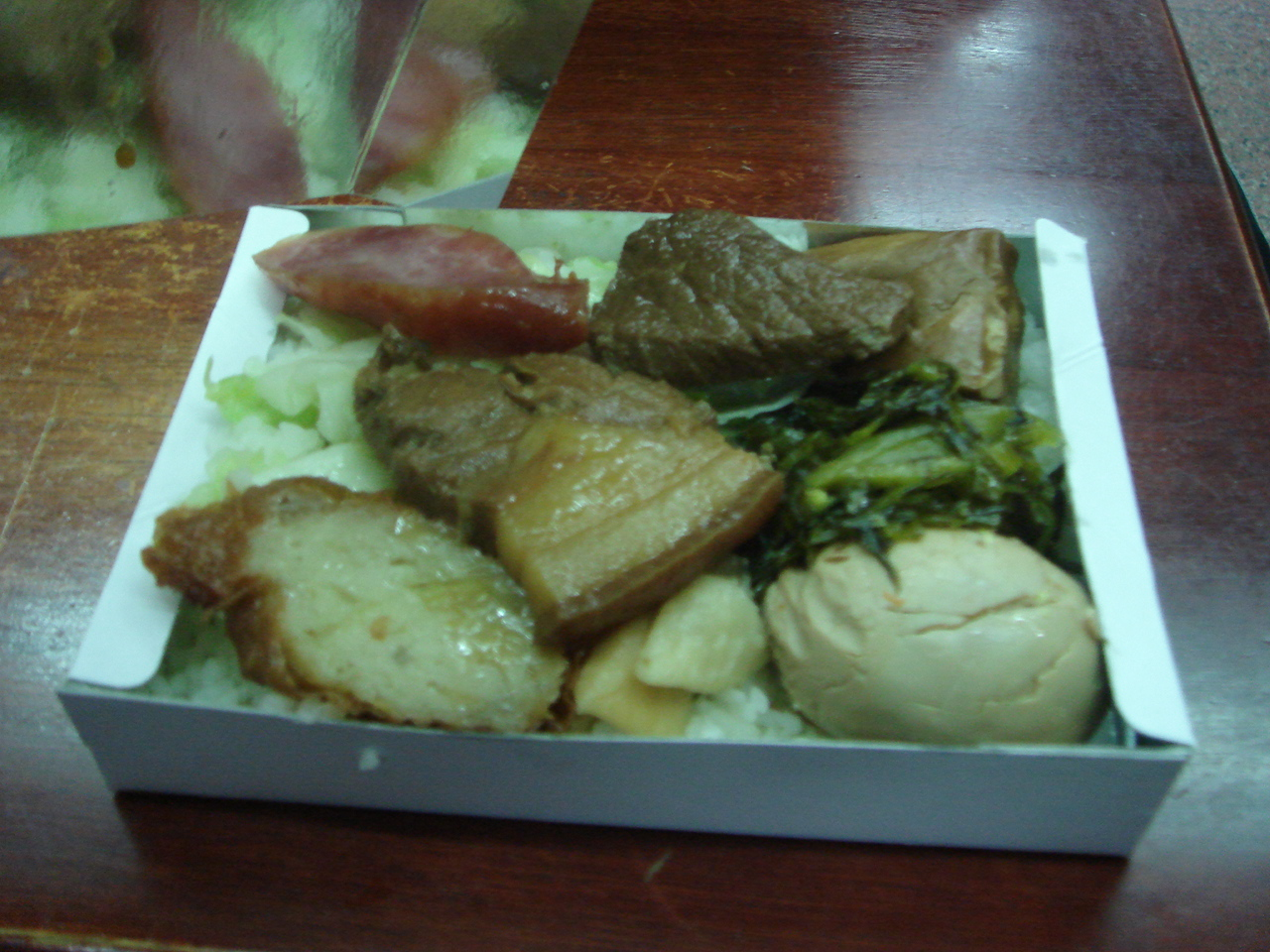
福隆便當，攝影於2007年
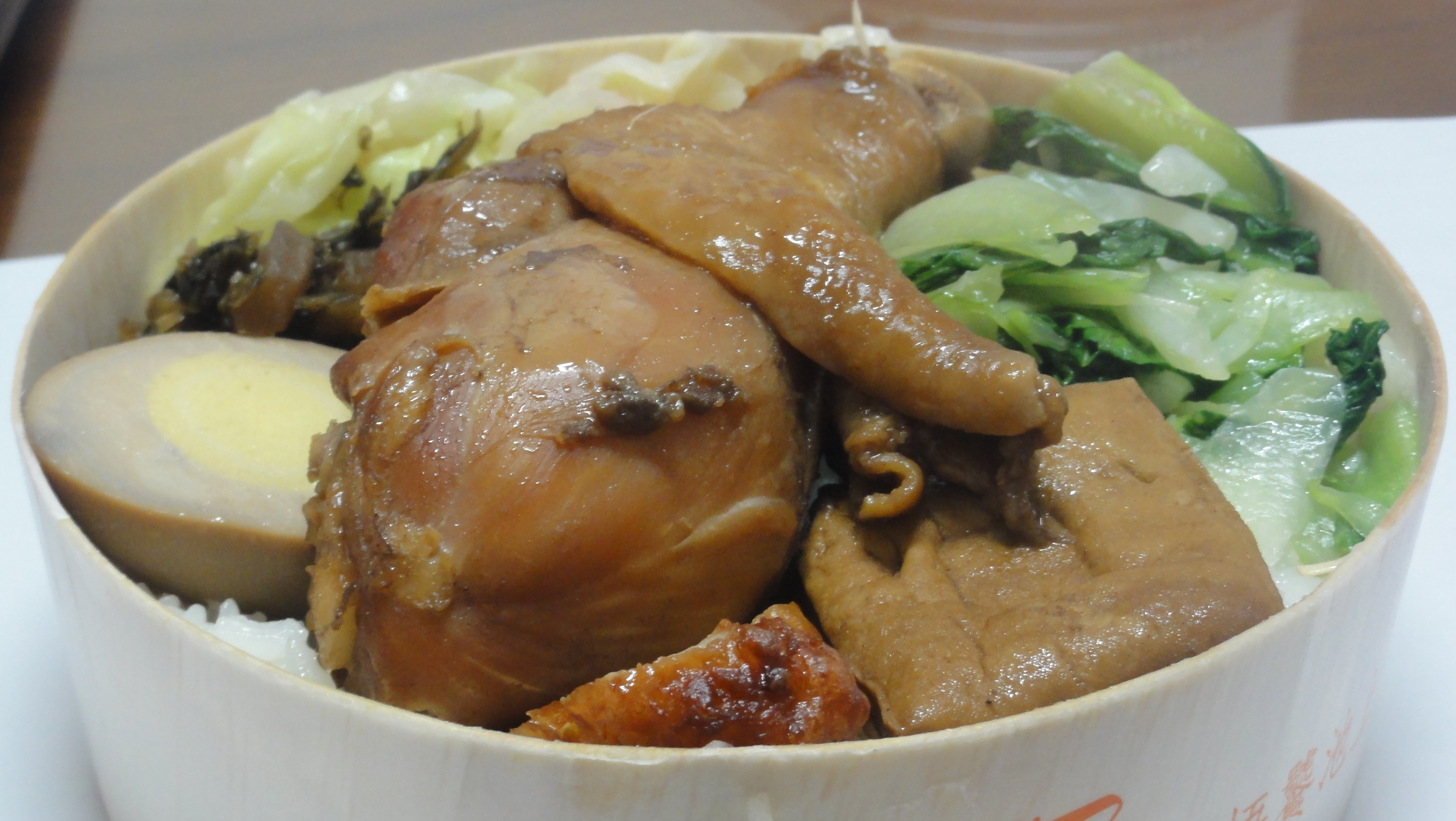
台東縣悟饕池上飯包

## 中国大陆
中国大陆的铁路盒饭，中国大陆當地稱之為「盒飯」，并未像日本和台湾一样形成一个有别于普通盒饭的“铁路盒饭文化”，而是直接将铁路沿线的盒饭菜、土特产、小零食、泡麵、汽水等搬到火车上來卖。
中国的分为车站出售的盒饭以及列车出售的盒饭两种。从前，车站在出售盒饭的同时还会推销一些当地的特色食品，比如天津站的狗不理包子、嘉兴站的嘉興粽子等等。铁路的发展使得部分地方食品陸续於全国流行：比如四大铁路鸡（德州扒鸡、道口烧鸡、符离集烧鸡、沟帮子熏鸡）等。同时也催生出了一些只有在火车站才售卖的特色热食，比如上饶站出售的鸡腿、韶关站（现韶关东站）的煲仔饭。随着铁路的发展，列车停站时间减少，加上食品安全问题，在站台上出售盒饭或热食的车站越来越少。
中国旅客列车餐饮经营分为既有线餐车经营和动车组航空式配餐2种方式。

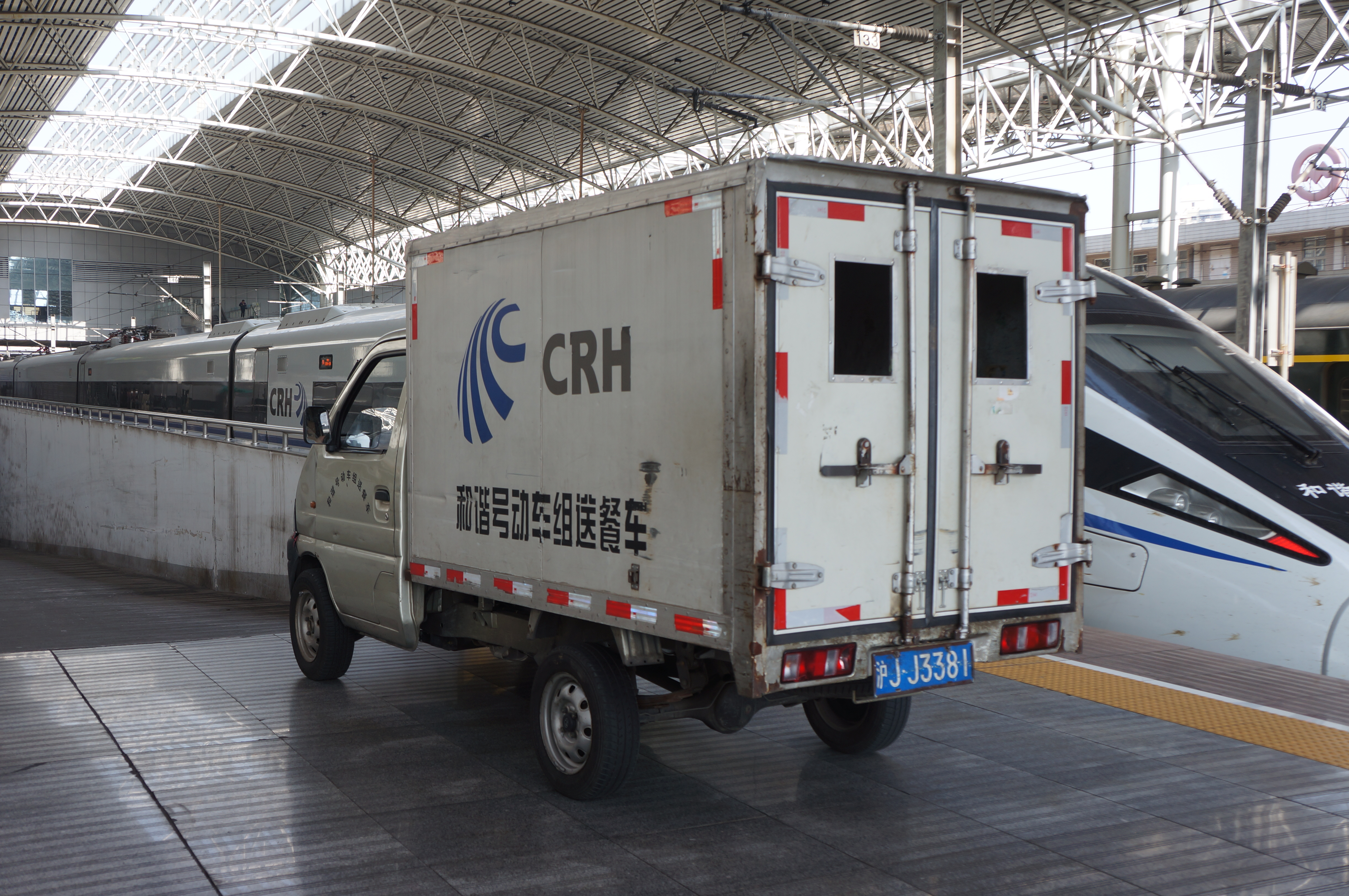
停靠在上海站站台上的动车组列车送餐车
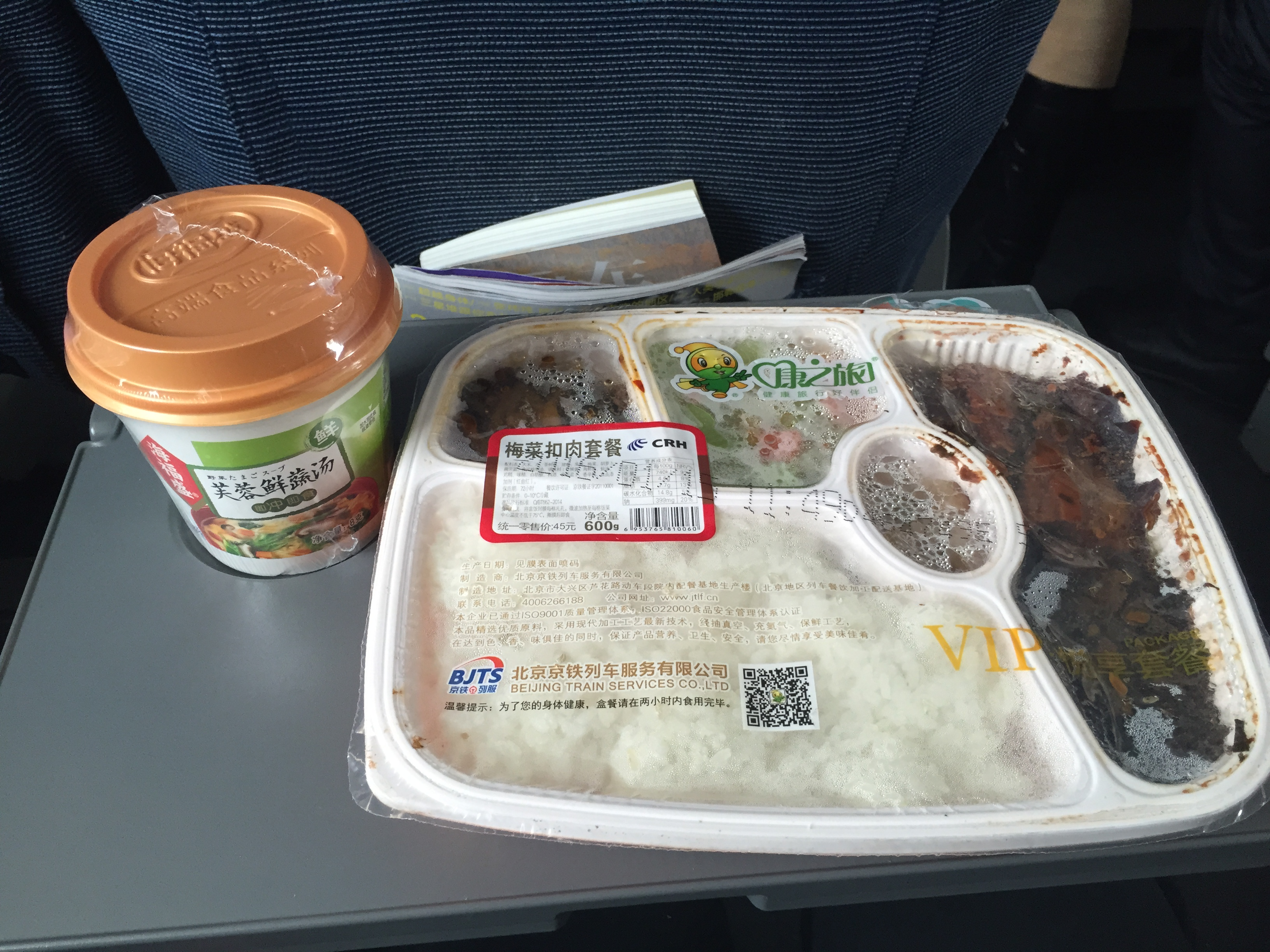
北京铁路局高速动车组列车上售卖的一种冷链盒饭，由中国铁道旅行社旗下京铁列服提供
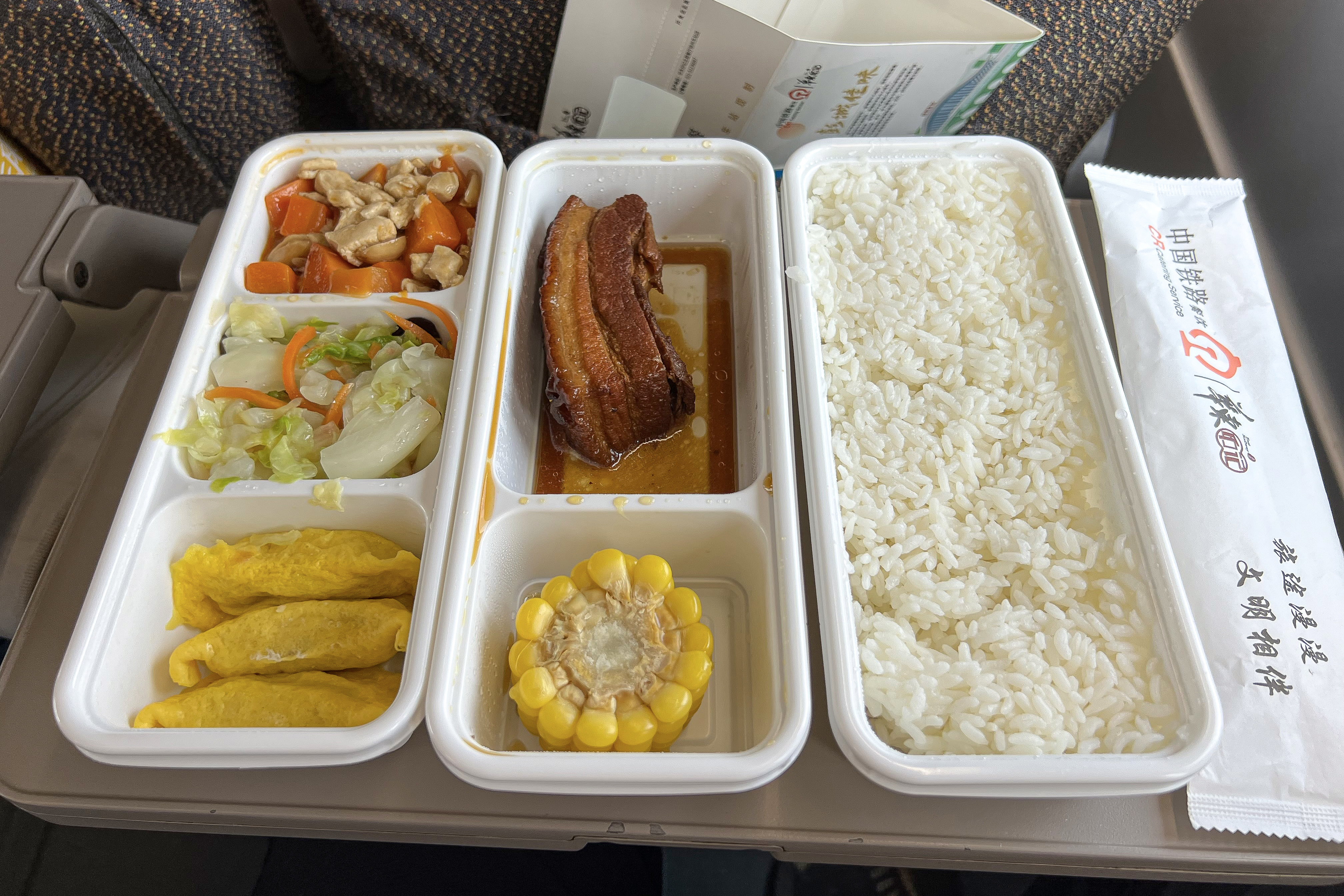
上海局集团徐州东站热链餐食

### 餐车经营
主要由铁路局客运段直接经营、铁路内部职工承包经营或餐饮服务公司经营三种。有T65/66次列车的牛肉面、南宁客运段的南寧米粉、成都客运段的川菜等等。

### 动车组列车
中国铁路动车组列车除部分运营线路（如广深动车组）外大多不设餐座，因此盒饭存储主要有热链、冷链和常温链三种存储方式。为保障食品安全，动车组列车一般冷链配餐为主，但因此导致的口感下降，以及过高的价格常常引起旅客的诟病。

### 互聯網訂餐
2015年起，部分铁路局与网络平台合作，推出利用互联网订餐的服务。重庆客运段、西安客运段推出微信订餐服务。上海铁路局华铁旅服于2017年1月13日正式上线饿了么App，在运行初期可以提供共25趟列车。2017年7月17日，27个于各省会及计划单列市所在地的车站开始试点G/D/C字头动车组列车互联网订餐服务，乘客可通过中国铁路客户服务中心网站或手机客户端预订沿途车站餐厅供应的社会品牌餐食，此类餐食预订服务于2018年1月18日增加沿线车站地方特产预订功能，订餐时限由2小时缩短为1小时。2020年9月10日，南京站开始对普速旅客列车提供互联网订餐服务。中国铁路上海局集团部分车站亦有自营热链订餐服务，此后北京局、济南局、南昌局部分车站也开始提供自营热链订餐服务。